# Fußball-Europameisterschaft 2021
| Europameister Finale Halbfinale Viertelfinale | Achtelfinale Vorrunde nicht qualifiziert kein UEFA-Mitglied |

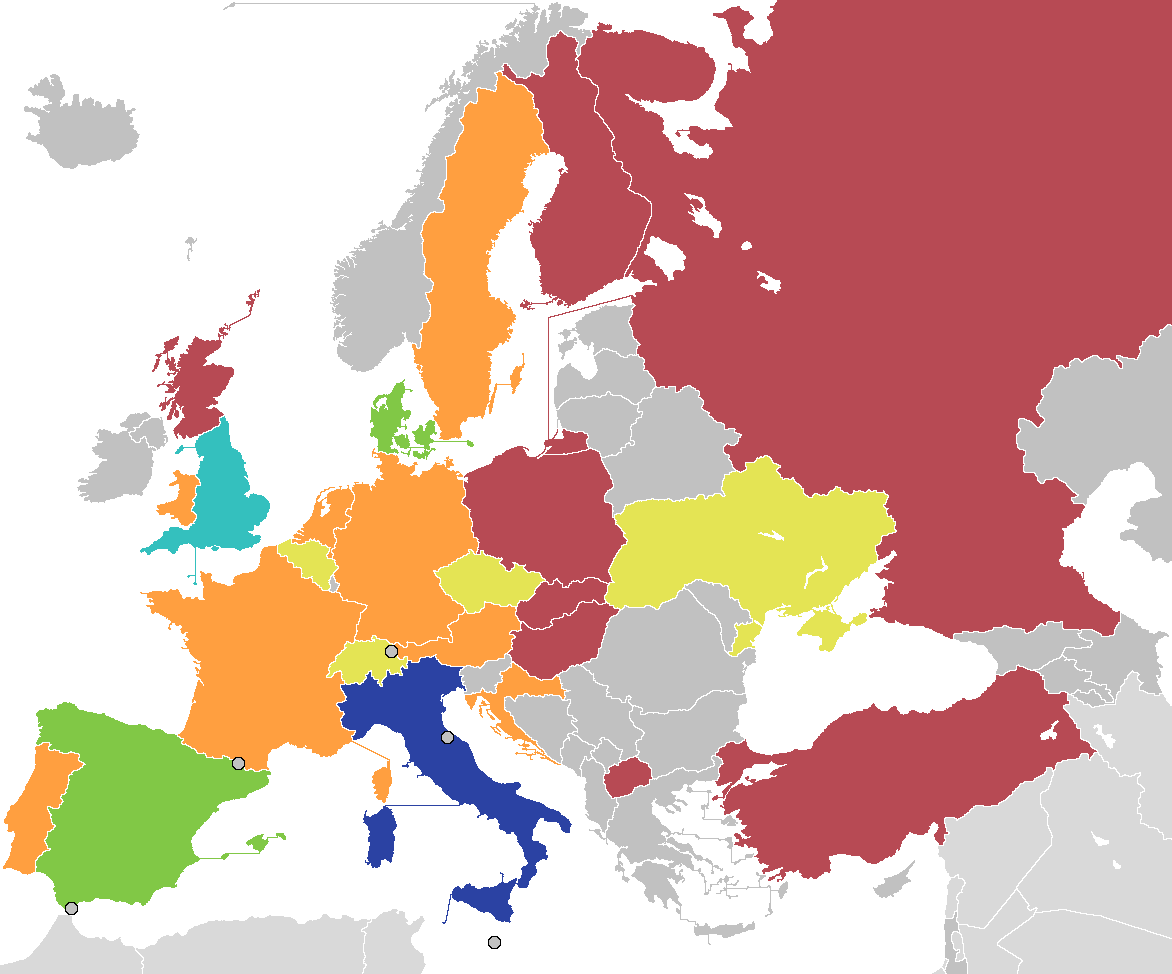

Die Fußball-Europameisterschaft 2021 (offiziell nach dem Jahr, in dem sie ursprünglich ausgetragen werden sollte, UEFA EURO 2020) fand – als 16. Austragung des Wettbewerbs – vom 11. Juni bis zum 11. Juli 2021 in zehn europäischen Städten und der asiatischen Stadt Baku statt. Wie schon 2016 nahmen 24 Nationalmannschaften an der Endrunde teil. 20 Mannschaften wurden über die EM-Qualifikation, vier weitere über das Play-off-Turnier der UEFA Nations League 2018/19 ermittelt.
Das Turnier sollte eigentlich vom 12. Juni bis 12. Juli 2020 stattfinden, wurde aufgrund der COVID-19-Pandemie aber um ein Jahr verschoben. Die beiden Halbfinalspiele und das Finale wurden im Wembley-Stadion in London ausgetragen.
Europameister wurde die italienische Nationalmannschaft, die im Endspiel in London die englische Nationalmannschaft mit 3:2 im Elfmeterschießen besiegte. Italien gewann damit zum zweiten Mal nach 1968 den Europameistertitel. England erreichte zum ersten Mal das Finale einer Europameisterschaft. Deutschland und Österreich schieden, ebenso wie der amtierende Europameister Portugal und der amtierende Weltmeister Frankreich, im Achtelfinale aus. Die Schweiz hingegen erreichte das Viertelfinale.

## Besondere Form zum 60-jährigen Bestehen und Verschiebung
Am 30. Juni 2012 äußerte der damalige UEFA-Präsident Michel Platini die Idee, den Wettbewerb europaweit statt in einem oder zwei Ländern auszutragen. Am 6. Dezember 2012 entschied die UEFA, dass die Endrunde 2020 in ganz Europa ausgetragen werden soll. Der damalige DFB-Generalsekretär Helmut Sandrock sagte in einem Interview, dass eine europaweite Europameisterschaft, die auch eine einmalige Sache wäre, anlässlich des dann 60-jährigen Bestehens des Wettbewerbs ausgetragen werden würde. Die Spiele sollten ursprünglich in 13 Städten in 13 europäischen Ländern stattfinden, 12 Städte waren für jeweils drei Gruppenspiele und eine Achtel- oder Viertelfinalbegegnung vorgesehen, die beiden Halbfinalspiele und das Endspiel sollten in einer 13. Stadt ausgetragen werden. Nach der Vergabe der Spielorte wurde Brüssel Anfang Dezember 2017 von der UEFA nachträglich als Spielort gestrichen. Stattdessen sollten die Spiele in London ausgetragen werden, das bereits als Gastgeber für die beiden Halbfinalspiele und das Finale ausgewählt worden war. Somit sollte die Endrunde in 12 statt 13 Städten gespielt werden.
Aufgrund der COVID-19-Pandemie mussten im März 2020 fast alle Ligen innerhalb der UEFA ihren Spielbetrieb unterbrechen, darunter die vier „großen“ Ligen Bundesliga, Premier League, Primera División und Serie A. Am 17. März 2020 wurde das Turnier, das ursprünglich vom 12. Juni bis 12. Juli 2020 hätte stattfinden sollen, um ein Jahr (11. Juni bis 11. Juli 2021) verschoben. Die Verschiebung eröffnete den Ligen die Möglichkeit, ihre Spielzeiten mit Verspätung zu beenden. Die Bundesligasaison 2019/20 konnte sogar bis zum 30. Juni, an dem auslaufende Verträge von Spielern und Trainern enden, beendet werden. Auch die UEFA konnte so die laufende Champions-League- und Europa-League-Saison mit Finalturnieren im August zu Ende spielen.
Die Marketingbezeichnung UEFA EURO 2020 wurde von der UEFA beibehalten. Als Gründe nannte die UEFA, dass sie das Turnier so weiterhin als Jubiläumsfeier zum 60-jährigen Bestehen (1960–2020) veranstalten könne. Zudem würde der Name „für immer als Erinnerung an die geschlossene Reaktion der Fußballfamilie auf die außerordentlichen Umstände der COVID-19-Pandemie und die schwierige Situation, mit der Europa und die Welt im Jahr 2020 konfrontiert waren, dienen.“ Ferner werde die UEFA weniger Abfall produzieren, da bereits Material mit dem entsprechenden Branding produziert worden war, das bei einer Umbenennung hätte vernichtet und neu hergestellt werden müssen.
Mitte Juni 2020 bestätigte die UEFA zunächst die 12 ursprünglichen Spielorte für den Sommer 2021. Alle Tickets sollten ihre Gültigkeit behalten. Alternativ gab es die Möglichkeit der Rückgabe und Rückerstattung.
Am 17. März 2021 kündigte UEFA-Präsident Aleksander Čeferin an, dass Spiele nur in jenen Städten stattfinden werden, in denen trotz COVID-19-Pandemie Zuschauer ins Stadion dürfen. Am 23. April 2021 gab die UEFA bekannt, dass Bilbao und Dublin aus diesem Grunde als Austragungsorte gestrichen werden. Die Spiele, die in Bilbao stattfinden sollten, wurden nach Sevilla verlegt; die für Dublin vorgesehenen Spiele wurden auf die weiterhin bestehenden Spielorte Sankt Petersburg und London aufgeteilt.

## Vergabe

### Bewerbungskriterien
Die Bewerbungskriterien wurden am 25. Januar 2013 beschlossen. Jeder von den zu dem Zeitpunkt 54 Nationalverbänden konnte maximal zwei Bewerbungen einreichen: Eine für die drei Gruppenspiele und Achtel- oder Viertelfinalbegegnung sowie eine für die Halbfinalspiele und das Endspiel. Dabei konnte ein Verband beide Bewerbungen mit derselben Stadt einreichen oder zwei verschiedene Städte vorschlagen. Die Mindestkapazitäten für die Stadien betrugen 70.000 Plätze für die Halbfinalspiele und das Endspiel, 60.000 Plätze für jeweils drei Gruppenspiele und ein Viertelfinalspiel sowie 50.000 Plätze für jeweils drei Gruppenspiele und ein Achtelfinalspiel. Es wurden bis zu zwei Ausnahmen gewährt für Stadien mit einer Netto-Mindestkapazität von 30.000 Plätzen für Gruppen-/Achtelfinalspiele. Geplante Stadionneubauten waren im Bewerbungsverfahren zulässig, doch mussten die Bauarbeiten spätestens 2016 begonnen haben. Andernfalls hätten die Spiele nachträglich an eine andere Stadt vergeben werden können.

### Bewerberstädte
Im April 2013 begann das Bewerbungsverfahren. Im September 2013 wurden die Bewerbungen der Kandidaten formell bestätigt. Bis April 2014 sollten die Bewerbungsunterlagen eingereicht werden, so dass schließlich im September 2014 die Austragungsstädte durch das UEFA-Exekutivkomitee bestimmt werden konnten.
| München |

| London |

| Brüssel (Grimbergen) |

| Sofia |

| Kopenhagen |

| Dublin |

| Jerusalem |

| Rom |

| Skopje |

| Amsterdam |

| Bukarest |

| Sankt Petersburg |

| Glasgow |

| Solna |

| Bilbao |

| Budapest |

| Cardiff |

| Minsk |

| \| Baku \| |
| Baku       |

| Baku |

| München |

| London |

| Brüssel (Grimbergen) |

| Sofia |

| Kopenhagen |

| Dublin |

| Jerusalem |

| Rom |

| Skopje |

| Amsterdam |

| Bukarest |

| Sankt Petersburg |

| Glasgow |

| Solna |

| Bilbao |

| Budapest |

| Cardiff |

| Minsk |

| \| Baku \| |
| Baku       |

| Baku |

Insgesamt 32 Mitgliedsverbände hatten bis zum ersten Stichtag am 12. September 2013 ihr Interesse an einer Ausrichtung bekundet. Von ihnen haben 19 Verbände bis zum 25. April 2014 eine Bewerbung eingereicht. Am 19. September 2014 benannte die UEFA die 12 Austragungsstädte (fett dargestellt). Im Dezember 2017 wurde Brüssel nachträglich als Spielort gestrichen, und die Spiele wurden an London vergeben. Im Wembley-Stadion fanden somit zusätzlich zu den zwei Halbfinalspielen und dem Finale auch drei Gruppenspiele und ein Achtelfinale statt.
Bewerbung für beide Halbfinale und das Finale:
- London (Wembley-Stadion) – 90.000 Plätze
- München (Fußball Arena München) – 70.000 Plätze

Bewerbung für drei Gruppenspiele und ein Achtel- oder Viertelfinalspiel:
- Amsterdam (Johan-Cruyff-Arena) – 54.990 Plätze
- Baku (Nationalstadion Baku, Neubau) – 69.870 Plätze
- Bilbao (San Mamés) – 50.000 Plätze2
- Grimbergen/Brüssel (Eurostadion, Neubau) – ca. 60.000 Plätze 1
- Budapest (Puskás Aréna, Neubau) – 67.155 Plätze
- Bukarest (Arena Națională) – 55.600 Plätze
- Cardiff (Millennium Stadium) – 74.500 Plätze
- Dublin (Dublin Arena) – 51.700 Plätze
- Glasgow (Hampden Park) – 52.500 Plätze
- Jerusalem (Teddy-Stadion) – 50.000 Plätze
- Kopenhagen (Parken) – 38.076 Plätze
- London (Wembley-Stadion) – 90.000 Plätze 1
- Minsk (Traktar-Stadion, Renovierung) – 30.000 Plätze
- München (Fußball Arena München) – 70.000 Plätze
- Rom (Olympiastadion Rom) – 72.698 Plätze
- Sankt Petersburg (Krestowski-Stadion) – 69.501 Plätze
- Sevilla (Olympiastadion Sevilla)2 – 57.619 Plätze
- Skopje (Toše-Proeski-Arena) – 36.400 Plätze
- Sofia (Wassil-Lewski-Nationalstadion) – 46.340 Plätze
- Solna (Friends Arena) – 50.000 Plätze

Bewerbung zurückgezogen:
- Athen (Olympiastadion Athen) – 69.618 Plätze
- Astana (Astana Arena) – 30.000 Plätze
- Basel (St. Jakob-Park) – 38.512 Plätze
- Belgrad (Stadion Rajko Mitić) – 55.538 Plätze oder (Neues Nationalstadion) Neubau – 60.000 Plätze
- Décines-Charpieu/Lyon (Parc Olympique Lyonnais) – 61.556 Plätze
- Donezk (Donbass Arena) – 51.504 Plätze
- Helsinki (Olympiastadion Helsinki) – 40.682 Plätze
- Istanbul (Atatürk-Olympiastadion) – 76.092 Plätze
- Jerewan (Stadion Hrasdan) – 54.208 Plätze
- Polen (Warschau – 58.145 Plätze oder Chorzów – 55.211 Plätze)
- Portugal (Lissabon – 64.813 Plätze oder Porto – 50.948 Plätze)
- Prag (Neues Nationalstadion)
- Zagreb (Stadion Maksimir) – 35.123 Plätze

#### Deutschland
Am 30. August 2013 gab das DFB-Präsidium bekannt, dass sich für Deutschland München für die Austragung der EM bewerben wird. Die Bewerbung von Berlin wurde abgelehnt. Am 3. September 2014 gab der DFB bekannt, auf eine Bewerbung Münchens um die Final- und Halbfinalspiele zugunsten Londons verzichten zu wollen, wenn im Gegenzug der englische Fußballverband Deutschlands Bewerbung um die Ausrichtung der EM 2024 unterstützt. Der DFB will in der Folge wiederum die Engländer bei der Bewerbung um die Ausrichtung der EM 2028 unterstützen.

#### Schweiz
Am 5. September 2013 wurde bekannt, dass Basel sich als Schweizer Spielort für die EM bewerben wird. Basel war die einzige Stadt in der Schweiz, welche Interesse an einer Ausrichtung bekundet hatte. Im St. Jakob-Park wurden 2008 bereits einige Spiele der damaligen Fußball-Europameisterschaft ausgetragen.

### Ursprüngliche Bewerber

#### Aserbaidschan und Georgien
Aserbaidschan und Georgien hatten ursprünglich eine gemeinsame Bewerbung ins Auge gefasst, zum Ablauf der Meldefrist gab jedoch nur Georgien seine Bewerbung ab. Nachdem Aserbaidschans Hauptstadt Baku bei der Vergabe um die Olympischen Spiele 2020 gescheitert war, schloss sich das Land doch wieder der georgischen Bewerbung an.

#### Irland, Schottland und Wales
Irland, Schottland und Wales bewarben sich gemeinsam um die Austragung des Wettbewerbs. Eine gemeinsame Bewerbung von Irland und Schottland für die Europameisterschaft 2008 war zuvor gescheitert.

#### Türkei
Am 17. April 2012 gab der türkische Verband seine Bewerbung für die Europameisterschaft bekannt. Die Türkei war zuvor mit ihren Bewerbungen für 2008 (gemeinsam mit Griechenland), 2012 und 2016 gescheitert. Da die Türkei als hoher Favorit für die alleinige Ausrichtung 2020 galt, versprach UEFA-Präsident Platini Istanbul, auch nach der Nichtvergabe der Olympischen Spiele die Finalspiele ausrichten zu dürfen. Am 25. April 2014 teilte der türkische Fußballverband TFF mit, dass man die Kandidatur zur EM 2020 zugunsten einer neuen Bewerbung zur EM 2024 zurückziehe, bei welcher man mit 4:12 Stimmen der Bewerbung Deutschlands unterlag.

## Spielorte

### Übersicht
Die ursprünglich geplanten Spielorte wurden am 19. September 2014 bekannt gegeben. Nach Streichung bzw. Ersatz von drei Spielorten im Dezember 2017 und April 2021 waren nun die folgenden elf Arenen Spielorte der Europameisterschaft. Dabei musste nach UEFA-Vorgabe vor dem Turnier durch die jeweils ausrichtenden Länder aufgrund der COVID-19-Pandemie eine maximale Auslastung an Zuschauern festgelegt werden.
Mitte Juni 2021, etwa nach der Hälfte der Vorrundenspiele, kam wegen der zunehmenden Verbreitung der sogenannten Delta-Variante des SARS-CoV-2-Virus im Vereinigten Königreich die Diskussion auf, ob die Finalrundenspiele aus London wegverlegt werden sollen, wobei als möglicher Ersatzort Budapest im Gespräch war.
| London |

| Kopenhagen |

| München |

| Budapest |

| Rom |

| Amsterdam |

| Bukarest |

| Sankt Petersburg |

| Glasgow |

| Sevilla |

| Baku |

| Dublin |

| Bilbao |

| London |

| Kopenhagen |

| München |

| Budapest |

| Rom |

| Amsterdam |

| Bukarest |

| Sankt Petersburg |

| Glasgow |

| Sevilla |

| Baku |

| Dublin |

| Bilbao |

### Gestrichene Spielorte
Anfang Dezember 2017 wurde Grimbergen in Belgien von der UEFA als Spielort gestrichen; Grund waren fehlende Zusicherungen zur planmäßigen Fertigstellung des neuen belgischen Nationalstadions.
Im April 2021 wurden Bilbao und Dublin von der UEFA als Spielorte gestrichen; Grund war, dass beide Austragungsorte keine Garantie abgaben, unabhängig von der weiteren Entwicklung der COVID-19-Pandemie Zuschauer zu den EM-Partien zuzulassen.
| Grimbergen                                                                                    | Bilbao                                                                                      | Dublin |
| --------------------------------------------------------------------------------------------- | ------------------------------------------------------------------------------------------- | --- |
| Eurostadion vorgesehene Kapazität: ca. 60.000                                                 | San Mamés Kapazität: 50.000                                                                 | Aviva Stadium Kapazität: 51.700                                                                                    |
| Nach Streichung wurde der Bau nicht umgesetzt                                                 |                                                                                             | |
| geplant: 3 Gruppenspiele, 1 Achtelfinale im Dezember 2017 gestrichen und nach London vergeben | geplant: 3 Gruppenspiele, 1 Achtelfinale im April 2021 gestrichen und durch Sevilla ersetzt | geplant: 3 Gruppenspiele, 1 Achtelfinale im April 2021 gestrichen; Spiele auf St. Petersburg und London aufgeteilt |

### Entscheidungen des UEFA-Exekutivkomitees
Am 7. Dezember 2017 wurden bei einem Treffen des UEFA-Exekutivkomitees in Nyon einige Entscheidungen bezüglich der Austragungsorte und des Spielplans getroffen:
- Das Eröffnungsspiel der Europameisterschaft 2021 wird im Olympiastadion in Rom stattfinden.
- Da das Eurostadion-Projekt in Brüssel die vom UEFA-Exekutivkomitee bei seiner Sitzung am 20. September 2017 festgelegten Bedingungen nicht erfüllt hat, werden die vier ursprünglich dort geplanten Begegnungen gemäß einer Abstimmung im Exekutivkomitee nun im Wembley-Stadion in London stattfinden (drei Gruppenspiele, ein Achtelfinale). Dies bedeutet, dass in Wembley insgesamt sieben Spiele ausgerichtet werden, da London bereits als Austragungsort für die Halbfinalbegegnungen und das Endspiel vorgesehen war.
- Die Paarungen der Austragungsstädte für die jeweiligen Vorrundengruppen wurden mittels Zufallsprinzip aus den sechs verschiedenen Listen mit möglichen Städtepaaren, die basierend auf sportlichen und geografischen Kriterien erstellt worden waren, wie folgt bestimmt:
  - Gruppe A:  Rom und  Baku
  - Gruppe B:  Sankt Petersburg und  Kopenhagen
  - Gruppe C:  Amsterdam und  Bukarest
  - Gruppe D:  London und  Glasgow
  - Gruppe E:  Bilbao und  Dublin
    - Nach Streichung von Bilbao und Dublin als Austragungsorte jetzt:  Sevilla und  Sankt Petersburg

  - Gruppe F:  München und  Budapest
- Jeder qualifizierte Ausrichterverband wird in der Gruppenphase automatisch in die Gruppe seiner Austragungsstadt eingeteilt (z. B. Deutschland in Gruppe F) und wird mindestens zwei Spiele zu Hause bestreiten.[23] In der Finalrunde geht das Heimrecht verloren. Es kann im weiteren Verlauf noch vorkommen, dass eine Nationalmannschaft in ihrem Heimatland spielt; dies hängt jedoch von ihrer Platzierung in der Gruppenphase ab.

Am 24. Mai 2018 wurden bei einem Treffen des UEFA-Exekutivkomitees in Kiew folgende Details zum Endrunden-Spielplan festgelegt:
- Termine aller Endrundenspiele
- Anstoßzeit des Eröffnungsspiels, der Viertelfinals, der Halbfinals und des Endspiels
- Spielorte für bestimmte Achtel- und Viertelfinals

Die restlichen Spielpaarungen und Anstoßzeiten wurden nach der Auslosung der Endrunde am 30. November 2019 festgelegt.

## Modus
Die UEFA hat beschlossen, dass alle Mannschaften den Qualifikationswettbewerb zu bestreiten haben. Folglich sind die Mannschaften der zwölf Austragungsländer nicht automatisch für die Endrunde qualifiziert. In dieser dürfen während der Gruppenphase pro Gruppe maximal zwei qualifizierte Ausrichterverbände vertreten sein, die zusätzlich mindestens zwei Heimspiele bestreiten dürfen. In der K.o.-Phase gibt es kein Recht auf Heimspiele.

### Qualifikation
Die Qualifikationsspiele zur EM 2021 fanden zwischen März und November 2019 statt. Die Sieger und Zweitplatzierten aller zehn Qualifikationsgruppen qualifizierten sich direkt für die Endrunde. Vier weitere Plätze wurden noch in den Play-off-Spielen der UEFA Nations League 2018/19 vergeben.
Die Qualifikationsgruppen wurden erst nach Abschluss der Nations-League-Gruppenphase ausgelost, da die Lostöpfe auf Grundlage der Ergebnisse der Nations-League-Gruppenphase gebildet wurden. Die Auslosung fand am 2. Dezember 2018 im Convention Centre in Dublin statt.
An den Nations League Play-offs nahmen 16 Mannschaften (vier aus Nations-League-Division D und B, einer aus Division A und sieben aus Division C) teil. Die vier Teilnehmer eines Play-off-Weges spielten in Halbfinale und Finale um ein EM-Ticket. Startberechtigt sind die Gruppensieger innerhalb der Divisionen. Sollte ein Gruppensieger bereits für die EM 2021 qualifiziert sein, rückte das nächstbeste nicht qualifizierte Team nach, gegebenenfalls auch Mannschaften aus einer niedrigeren Division, was in Pfad A der Fall war. Die Play-off-Spiele in den Gruppen wurden im K.-o.-System ausgetragen, mit zwei Halbfinals und einem Endspiel um das EM-Ticket. Somit nimmt auch mindestens eine Mannschaft aus der niedrigsten Division mit den potentiell schwächsten Mannschaften an der EM teil. Die Play-offs wurden am 22. November 2019 ausgelost.

### Teilnehmer
Die folgenden Mannschaften haben sich über die Qualifikation für das Endrunden-Turnier qualifiziert:
| Nation         | Qualifiziert als     | Qualifiziert am   | Topf | FIFA-Rang (Stand: 27. Mai 2021) | Endrundenteilnahmen | Endrundenteilnahmen |
| Nation         | Qualifiziert als     | Qualifiziert am   | Topf | FIFA-Rang (Stand: 27. Mai 2021) | Anzahl              | zuletzt             |
| -------------- | -------------------- | ----------------- | ---- | ------------------------------- | ------------------- | ------------------- |
| Belgien        | Erster Gruppe I      | 10. Oktober 2019  | 1    | 01                              | 05                  | 2016                |
| Italien        | Erster Gruppe J      | 12. Oktober 2019  | 1    | 07                              | 09                  | 2016                |
| Polen          | Erster Gruppe G      | 13. Oktober 2019  | 2    | 21                              | 03                  | 2016                |
| Russland       | Zweiter Gruppe I     | 13. Oktober 2019  | 2    | 38                              | 05                  | 2016                |
| Ukraine        | Erster Gruppe B      | 14. Oktober 2019  | 1    | 24                              | 02                  | 2016                |
| Spanien        | Erster Gruppe F      | 15. Oktober 2019  | 1    | 06                              | 09                  | 2016                |
| England        | Erster Gruppe A      | 14. November 2019 | 1    | 04                              | 09                  | 2016                |
| Frankreich     | Erster Gruppe H      | 14. November 2019 | 2    | 02                              | 09                  | 2016                |
| Tschechien     | Zweiter Gruppe A     | 14. November 2019 | 3    | 40                              | 06                  | 2016                |
| Türkei         | Zweiter Gruppe H     | 14. November 2019 | 3    | 29                              | 04                  | 2016                |
| Finnland       | Zweiter Gruppe J     | 15. November 2019 | 4    | 54                              | 0                   | –                   |
| Schweden       | Zweiter Gruppe F     | 15. November 2019 | 3    | 18                              | 06                  | 2016                |
| Deutschland    | Erster Gruppe C      | 16. November 2019 | 1    | 12                              | 12                  | 2016                |
| Kroatien       | Erster Gruppe E      | 16. November 2019 | 2    | 14                              | 05                  | 2016                |
| Niederlande    | Zweiter Gruppe C     | 16. November 2019 | 2    | 16                              | 09                  | 2012                |
| Österreich     | Zweiter Gruppe G     | 16. November 2019 | 3    | 23                              | 02                  | 2016                |
| Portugal       | Zweiter Gruppe B     | 17. November 2019 | 3    | 05                              | 07                  | 2016                |
| Dänemark       | Zweiter Gruppe D     | 18. November 2019 | 3    | 10                              | 08                  | 2012                |
| Schweiz        | Erster Gruppe D      | 18. November 2019 | 2    | 13                              | 04                  | 2016                |
| Wales          | Zweiter Gruppe E     | 19. November 2019 | 4    | 17                              | 01                  | 2016                |
| Nordmazedonien | Sieger Playoff-Weg D | 12. November 2020 | 4    | 62                              | 0                   | –                   |
| Ungarn         | Sieger Playoff-Weg A | 12. November 2020 | 4    | 37                              | 03                  | 2016                |
| Slowakei       | Sieger Playoff-Weg B | 12. November 2020 | 4    | 36                              | 01                  | 2016                |
| Schottland     | Sieger Playoff-Weg C | 12. November 2020 | 4    | 44                              | 02                  | 1996                |

Mit England, Schottland und Wales konnten sich erstmals bei einer Fußball-Europameisterschaft alle drei Nationalmannschaften der Insel Großbritannien qualifizieren. Das wie die drei Landesteile zum Vereinigten Königreich gehörende Nordirland scheiterte dagegen in den Play-offs, ebenso die Fußballnationalmannschaft der Republik Irland.

### Auslosung der Endrunde
Die Auslosung der Endrunde fand am 30. November 2019 um 18 Uhr (MEZ) in Bukarest statt. Die Einteilung in die vier Lostöpfe erfolgte basierend auf dem Abschneiden in der Qualifikation – die vier Sieger der Playoffs wurden Topf 4 zugeteilt. Da die Play-offs zu diesem Zeitpunkt noch nicht gespielt waren, standen bei der Auslosung nur 20 der 24 Mannschaften fest. Deswegen hätte am 1. April 2020 im Bedarfsfall eine weitere Auslosung stattgefunden. Die UEFA bestätigte jedoch, dass eine zusätzliche Auslosung nicht erforderlich ist, nachdem die 20 direkt qualifizierten Teams und die 16 Play-off-Teams bekannt waren.
Die 24 qualifizierten Mannschaften wurden auf vier Töpfe mit jeweils sechs Mannschaften aufgeteilt. Basis dafür war die Abschlusstabelle der Qualifikation:
1. Topf mit den sechs besten Gruppensiegern (Platz 1 – 6 der Abschlusstabelle)
2. Topf mit den anderen vier Gruppensiegern und den zwei besten Gruppenzweiten (Platz 7 – 12)
3. Topf mit den nächsten sechs Gruppenzweiten (Platz 13 – 18)
4. Topf mit den letzten beiden Gruppenzweiten (Platz 19 – 20) und den vier Gewinnern der Play-offs

Im Gegensatz zu den bisherigen Austragungen wurde der Titelverteidiger nicht automatisch Topf 1 zugeordnet.
Bei der Auslosung wurden folgende Regeln angewendet:
- Jeder Gruppe der Vorrunde wurde aus jedem Lostopf genau eine Mannschaft zugelost.
- Gastgeber, die sich qualifiziert haben oder über die Play-offs noch qualifizieren können, waren in der Gruppe ihrer Austragungsstadt gesetzt.
- Hätten sich die beiden Gastgeber einer Gruppe in demselben Lostopf befunden, was nicht passierte, hätte die UEFA über eine der folgenden Korrekturmöglichkeiten entschieden:
  - Ein Gastgeber tauscht mit dem Letzten des nächsthöheren Topfes die Position.
  - Ein Gastgeber tauscht mit dem Ersten des nächstniedrigeren Topfes die Position.
- Aus politischen Gründen sind folgende Paarungen in der Vorrunde auszuschließen: Russland – Ukraine, Kosovo – Bosnien und Herzegowina, Kosovo – Russland sowie Kosovo – Serbien.

| Topf 1: - Belgien - Italien (Gastgeber) - England (Gastgeber) - Deutschland (Gastgeber) - Spanien (Gastgeber) - Ukraine Topf 2: - Frankreich - Polen - Schweiz - Kroatien - Niederlande (Gastgeber) - Russland (Gastgeber) | Topf 3: - Portugal (Titelverteidiger) - Türkei - Dänemark (Gastgeber) - Österreich - Schweden - Tschechien Topf 4: - Wales - Finnland - Ungarn (Play-off-Sieger A) (Gastgeber) - Slowakei (Play-off-Sieger B) - Schottland (Play-off-Sieger C) (Gastgeber) - Nordmazedonien (Play-off-Sieger D) |

| Gruppe A        | Gruppe B         | Gruppe C               | Gruppe D           | Gruppe E         | Gruppe F            |
| --------------- | ---------------- | ---------------------- | ------------------ | ---------------- | ------------------- |
| Türkei (Kader)  | Dänemark (Kader) | Niederlande (Kader)    | England (Kader)    | Spanien (Kader)  | Ungarn (Kader)      |
| Italien (Kader) | Finnland (Kader) | Ukraine (Kader)        | Kroatien (Kader)   | Schweden (Kader) | Portugal (Kader)    |
| Wales (Kader)   | Belgien (Kader)  | Österreich (Kader)     | Schottland (Kader) | Polen (Kader)    | Frankreich (Kader)  |
| Schweiz (Kader) | Russland (Kader) | Nordmazedonien (Kader) | Tschechien (Kader) | Slowakei (Kader) | Deutschland (Kader) |

Der Zeitplan wurde von der UEFA am 24. Mai 2018 veröffentlicht. Die genauen Ansetzungen des Turniers wurden nach der Endrunden-Auslosung am 30. November 2019 festgelegt.

### Endrunde
Die Mannschaften durften für die Endrunde wegen der COVID-19-Pandemie 26 statt der sonst üblichen Zahl von 23 Spielern nominieren, dabei müssen drei Torhüter in jedem Kader sein. Für jedes Spiel dürfen aber nur 23 Spieler gemeldet werden. Es dürfen maximal 5 Spieler eingewechselt werden, wozu maximal drei Spielunterbrechungen genutzt werden dürfen. Einwechslungen in der Halbzeitpause zählen dabei nicht mit.

#### Platzierungsregeln für die Gruppenphase
Wenn am Ende der Gruppenphase zwischen mehreren Mannschaften Punktgleichheit herrscht, wird nach folgender Reihenfolge vorgegangen:
a) höhere Anzahl an Punkten im direkten Vergleich;
b) bessere Tordifferenz im direkten Vergleich;
c) höhere Anzahl der erzielten Tore im direkten Vergleich;
d) wenn nach der Anwendung der Kriterien a) bis c) immer noch mehrere Mannschaften denselben Platz belegen, werden die Kriterien a) bis c) erneut angewendet, jedoch ausschließlich auf die Direktbegegnungen der betreffenden Mannschaften, um deren definitive Platzierung zu bestimmen.

Hat dieses Vorgehen wiederum keine Entscheidung herbeigeführt, werden die Kriterien e) bis h) angewendet:
e) bessere Tordifferenz aus allen Gruppenspielen;
f) höhere Anzahl der erzielten Tore in allen Gruppenspielen;
g) höhere Anzahl von Siegen aus allen Gruppenspielen (wurde 2016 nicht herangezogen);
h) besseres Fairplay-Verhalten während der Endrunde bezüglich der Karten (Rote Karte und Gelb-Rote Karte: 3 Punkte, Gelbe Karte: 1 Punkt);
i) höherer Rang in der Abschlusstabelle der Qualifikation.
Treffen jedoch im letzten Gruppenspiel zwei Mannschaften aufeinander, die bis dahin dieselbe Anzahl an Punkten, die gleiche Tordifferenz und dieselbe Anzahl an Toren aufweisen, und endet dieses Spiel unentschieden, wird zur Ermittlung ihrer endgültigen Platzierung anschließend ein Elfmeterschießen durchgeführt. Voraussetzung dabei ist aber, dass keine weitere Mannschaft derselben Gruppe nach Abschluss der Gruppenspiele dieselbe Punktezahl hat. Ist dies der Fall, werden die oben aufgeführten Kriterien a) bis i) angewandt.

#### Platzierungsregeln für die Gruppendritten
Die Reihenfolge der Kriterien war laut den Regularien wie folgt:
a) die erzielte Punktzahl
b) die bessere Tordifferenz
c) die höhere Anzahl an erzielten Toren
d) die höhere Anzahl von Siegen (wurde 2016 nicht herangezogen)
e) das bessere Fairplay-Verhalten während der Endrunde bezüglich der Karten
f) höherer Rang in der Abschlusstabelle der Qualifikation

### Regelmodifikation
Bei der Bewertung eines Handspiels steht nun im Vordergrund, ob eine Absicht des Spielers erkennbar ist. Zuvor war entscheidend, ob die „Körperfläche“ dabei vergrößert wurde.

## Vorrunde

### Gruppe A
| Pl.                                                                                                | Land    | Sp. | S | U | N | Tore    | Diff. | Punkte |
| -------------------------------------------------------------------------------------------------- | ------- | --- | - | - | - | ------- | ----- | ------ |
| 1.                                                                                                 | Italien | 3   | 3 | 0 | 0 | 007:000 | +7    | 09     |
| 2.                                                                                                 | Wales   | 3   | 1 | 1 | 1 | 003:200 | +1    | 04     |
| 3.                                                                                                 | Schweiz | 3   | 1 | 1 | 1 | 004:500 | −1    | 04     |
| 4.                                                                                                 | Türkei  | 3   | 0 | 0 | 3 | 001:800 | −7    | 0      |
| Für die Platzierung war die Tordifferenz aus allen Spielen ausschlaggebend (Wales +1, Schweiz -1). |         |     |   |   |   |         |       |        |

|                                                          |   |         |           |
| Fr., 11. Juni 2021 um 21:00 Uhr (MESZ) in Rom            |   |         |           |
| Türkei                                                   | – | Italien | 0:3 (0:0) |
| Sa., 12. Juni 2021 um 17:00 Uhr (15:00 Uhr MESZ) in Baku |   |         |           |
| Wales                                                    | – | Schweiz | 1:1 (0:0) |
| Mi., 16. Juni 2021 um 20:00 Uhr (18:00 Uhr MESZ) in Baku |   |         |           |
| Türkei                                                   | – | Wales   | 0:2 (0:1) |
| Mi., 16. Juni 2021 um 21:00 Uhr (MESZ) in Rom            |   |         |           |
| Italien                                                  | – | Schweiz | 3:0 (1:0) |
| So., 20. Juni 2021 um 20:00 Uhr (18:00 Uhr MESZ) in Baku |   |         |           |
| Schweiz                                                  | – | Türkei  | 3:1 (2:0) |
| So., 20. Juni 2021 um 18:00 Uhr (MESZ) in Rom            |   |         |           |
| Italien                                                  | – | Wales   | 1:0 (1:0) |

### Gruppe B
| Pl. | Land     | Sp. | S | U | N | Tore    | Diff. | Punkte |
| --- | -------- | --- | - | - | - | ------- | ----- | ------ |
| 1. | Belgien  | 3   | 3 | 0 | 0 | 007:100 | +6    | 09     |
| 2. | Dänemark | 3   | 1 | 0 | 2 | 005:400 | +1    | 03     |
| 3. | Finnland | 3   | 1 | 0 | 2 | 001:300 | −2    | 03     |
| 4. | Russland | 3   | 1 | 0 | 2 | 002:700 | −5    | 03     |
| Für die Platzierung war die Tordifferenz im direkten Vergleich ausschlaggebend (Dänemark +2, Finnland 0, Russland -2). |          |     |   |   |   |         |       |        |

|                                                                      |   |          |           |
| Sa., 12. Juni 2021 um 18:00 Uhr (MESZ) in Kopenhagen                 |   |          |           |
| Dänemark                                                             | – | Finnland | 0:1 (0:0) |
| Sa., 12. Juni 2021 um 22:00 Uhr (21:00 Uhr MESZ) in Sankt Petersburg |   |          |           |
| Belgien                                                              | – | Russland | 3:0 (2:0) |
| Mi., 16. Juni 2021 um 16:00 Uhr (15:00 Uhr MESZ) in Sankt Petersburg |   |          |           |
| Finnland                                                             | – | Russland | 0:1 (0:1) |
| Do., 17. Juni 2021 um 18:00 Uhr (MESZ) in Kopenhagen                 |   |          |           |
| Dänemark                                                             | – | Belgien  | 1:2 (1:0) |
| Mo., 21. Juni 2021 um 21:00 Uhr (MESZ) in Kopenhagen                 |   |          |           |
| Russland                                                             | – | Dänemark | 1:4 (0:1) |
| Mo., 21. Juni 2021 um 22:00 Uhr (21:00 Uhr MESZ) in Sankt Petersburg |   |          |           |
| Finnland                                                             | – | Belgien  | 0:2 (0:0) |

### Gruppe C
| Pl. | Land           | Sp. | S | U | N | Tore    | Diff. | Punkte |
| --- | -------------- | --- | - | - | - | ------- | ----- | ------ |
| 1.  | Niederlande    | 3   | 3 | 0 | 0 | 008:200 | +6    | 09     |
| 2.  | Österreich     | 3   | 2 | 0 | 1 | 004:300 | +1    | 06     |
| 3.  | Ukraine        | 3   | 1 | 0 | 2 | 004:500 | −1    | 03     |
| 4.  | Nordmazedonien | 3   | 0 | 0 | 3 | 002:800 | −6    | 0      |

|                                                              |   |                |           |
| So., 13. Juni 2021 um 19:00 Uhr (18:00 Uhr MESZ) in Bukarest |   |                |           |
| Österreich                                                   | – | Nordmazedonien | 3:1 (1:1) |
| So., 13. Juni 2021 um 21:00 Uhr (MESZ) in Amsterdam          |   |                |           |
| Niederlande                                                  | – | Ukraine        | 3:2 (0:0) |
| Do., 17. Juni 2021 um 16:00 Uhr (15:00 Uhr MESZ) in Bukarest |   |                |           |
| Ukraine                                                      | – | Nordmazedonien | 2:1 (2:0) |
| Do., 17. Juni 2021 um 21:00 Uhr (MESZ) in Amsterdam          |   |                |           |
| Niederlande                                                  | – | Österreich     | 2:0 (1:0) |
| Mo., 21. Juni 2021 um 18:00 Uhr (MESZ) in Amsterdam          |   |                |           |
| Nordmazedonien                                               | – | Niederlande    | 0:3 (0:1) |
| Mo., 21. Juni 2021 um 19:00 Uhr (18:00 Uhr MESZ) in Bukarest |   |                |           |
| Ukraine                                                      | – | Österreich     | 0:1 (0:1) |

### Gruppe D
| Pl.                                                                                                   | Land       | Sp. | S | U | N | Tore    | Diff. | Punkte |
| --- | ---------- | --- | - | - | - | ------- | ----- | ------ |
| 1. | England    | 3   | 2 | 1 | 0 | 002:000 | +2    | 07     |
| 2. | Kroatien   | 3   | 1 | 1 | 1 | 004:300 | +1    | 04     |
| 3. | Tschechien | 3   | 1 | 1 | 1 | 003:200 | +1    | 04     |
| 4. | Schottland | 3   | 0 | 1 | 2 | 001:500 | −4    | 01     |
| Für die Platzierung war die höhere Anzahl der erzielten Tore in allen Gruppenspielen ausschlaggebend. |            |     |   |   |   |         |       |        |

|                                                             |   |            |           |
| So., 13. Juni 2021 um 14:00 Uhr (15:00 Uhr MESZ) in London  |   |            |           |
| England                                                     | – | Kroatien   | 1:0 (0:0) |
| Mo., 14. Juni 2021 um 14:00 Uhr (15:00 Uhr MESZ) in Glasgow |   |            |           |
| Schottland                                                  | – | Tschechien | 0:2 (0:1) |
| Fr., 18. Juni 2021 um 17:00 Uhr (18:00 Uhr MESZ) in Glasgow |   |            |           |
| Kroatien                                                    | – | Tschechien | 1:1 (0:1) |
| Fr., 18. Juni 2021 um 20:00 Uhr (21:00 Uhr MESZ) in London  |   |            |           |
| England                                                     | – | Schottland | 0:0       |
| Di., 22. Juni 2021 um 20:00 Uhr (21:00 Uhr MESZ) in Glasgow |   |            |           |
| Kroatien                                                    | – | Schottland | 3:1 (1:1) |
| Di., 22. Juni 2021 um 20:00 Uhr (21:00 Uhr MESZ) in London  |   |            |           |
| Tschechien                                                  | – | England    | 0:1 (0:1) |

### Gruppe E
| Pl. | Land     | Sp. | S | U | N | Tore    | Diff. | Punkte |
| --- | -------- | --- | - | - | - | ------- | ----- | ------ |
| 1.  | Schweden | 3   | 2 | 1 | 0 | 004:200 | +2    | 07     |
| 2.  | Spanien  | 3   | 1 | 2 | 0 | 006:100 | +5    | 05     |
| 3.  | Slowakei | 3   | 1 | 0 | 2 | 002:700 | −5    | 03     |
| 4.  | Polen    | 3   | 0 | 1 | 2 | 004:600 | −2    | 01     |

|                                                                      |   |          |           |
| Mo., 14. Juni 2021 um 19:00 Uhr (18:00 Uhr MESZ) in Sankt Petersburg |   |          |           |
| Polen                                                                | – | Slowakei | 1:2 (0:1) |
| Mo., 14. Juni 2021 um 21:00 Uhr (MESZ) in Sevilla                    |   |          |           |
| Spanien                                                              | – | Schweden | 0:0       |
| Fr., 18. Juni 2021 um 16:00 Uhr (15:00 Uhr MESZ) in Sankt Petersburg |   |          |           |
| Schweden                                                             | – | Slowakei | 1:0 (0:0) |
| Sa., 19. Juni 2021 um 21:00 Uhr (MESZ) in Sevilla                    |   |          |           |
| Spanien                                                              | – | Polen    | 1:1 (1:0) |
| Mi., 23. Juni 2021 um 18:00 Uhr (MESZ) in Sevilla                    |   |          |           |
| Slowakei                                                             | – | Spanien  | 0:5 (0:2) |
| Mi., 23. Juni 2021 um 19:00 Uhr (18:00 Uhr MESZ) in Sankt Petersburg |   |          |           |
| Schweden                                                             | – | Polen    | 3:2 (1:0) |

### Gruppe F
| Pl.                                                                                        | Land        | Sp. | S | U | N | Tore    | Diff. | Punkte |
| ------------------------------------------------------------------------------------------ | ----------- | --- | - | - | - | ------- | ----- | ------ |
| 1.                                                                                         | Frankreich  | 3   | 1 | 2 | 0 | 004:300 | +1    | 05     |
| 2.                                                                                         | Deutschland | 3   | 1 | 1 | 1 | 006:500 | +1    | 04     |
| 3.                                                                                         | Portugal    | 3   | 1 | 1 | 1 | 007:600 | +1    | 04     |
| 4.                                                                                         | Ungarn      | 3   | 0 | 2 | 1 | 003:600 | −3    | 02     |
| Für die Platzierung war der direkte Vergleich ausschlaggebend (Portugal – Deutschland 2:4) |             |     |   |   |   |         |       |        |

|                                                    |   |             |           |
| Di., 15. Juni 2021 um 18:00 Uhr (MESZ) in Budapest |   |             |           |
| Ungarn                                             | – | Portugal    | 0:3 (0:0) |
| Di., 15. Juni 2021 um 21:00 Uhr (MESZ) in München  |   |             |           |
| Frankreich                                         | – | Deutschland | 1:0 (1:0) |
| Sa., 19. Juni 2021 um 15:00 Uhr (MESZ) in Budapest |   |             |           |
| Ungarn                                             | – | Frankreich  | 1:1 (1:0) |
| Sa., 19. Juni 2021 um 18:00 Uhr (MESZ) in München  |   |             |           |
| Portugal                                           | – | Deutschland | 2:4 (1:2) |
| Mi., 23. Juni 2021 um 21:00 Uhr (MESZ) in Budapest |   |             |           |
| Portugal                                           | – | Frankreich  | 2:2 (1:1) |
| Mi., 23. Juni 2021 um 21:00 Uhr (MESZ) in München  |   |             |           |
| Deutschland                                        | – | Ungarn      | 2:2 (0:1) |

### Rangliste der Gruppendritten
Neben den sechs Gruppensiegern und sechs Gruppenzweiten qualifizieren sich vier der Gruppendritten für das Achtelfinale. Für den Vergleich der Gruppendritten gelten nacheinander höhere Punktzahl, bessere Tordifferenz, größere Anzahl erzielter Tore, größere Anzahl Siege, Fair-Play-Wertung und zuletzt die Wertung in der EM-Qualifikation.
| 1. | Portugal   | 3 | 1 | 1 | 1 | 007:600 | +1 | 04 | F | 1 | 0 | 0 | 1 |
| 2. | Tschechien | 3 | 1 | 1 | 1 | 003:200 | +1 | 04 | D | 4 | 0 | 0 | 4 |
| 3. | Schweiz    | 3 | 1 | 1 | 1 | 004:500 | −1 | 04 | A | 5 | 0 | 0 | 5 |
| 4. | Ukraine    | 3 | 1 | 0 | 2 | 004:500 | −1 | 03 | C | 2 | 0 | 0 | 2 |
| 5. | Finnland   | 3 | 1 | 0 | 2 | 001:300 | −2 | 03 | B | 4 | 0 | 0 | 4 |
| 6. | Slowakei   | 3 | 1 | 0 | 2 | 002:700 | −5 | 03 | E | 6 | 0 | 0 | 6 |

| Fair-Play-Wertung (FP) gemäß Artikel 21.03 des UEFA-Regelwerkes einfache Summe der Karten: |                                                   |
| Gelbe Karte                                                                                | je 1 Punkt                                        |
| Gelb-Rote Karte                                                                            | je 3 Punkte; erste Gelbe Karte ist hier enthalten |
| Rote Karte                                                                                 | je 3 Punkte                                       |

### Einordnung der qualifizierten Gruppendritten in das Achtelfinale
Die Zuordnung der für das Achtelfinale qualifizierten Gruppendritten zu den vier vorher festgelegten Achtelfinalspielen mit Gruppendritten hängt davon ab, aus welchen Gruppen sich die Dritten qualifizieren. Für jede der 15 Möglichkeiten *) legt eine Tabelle in den offiziellen Regularien die unten stehende Zuordnung fest.
| Kombinationen Gruppendritte | Erster Gruppe B spielt gegen Dritten aus Gruppe: | Erster Gruppe C spielt gegen Dritten aus Gruppe: | Erster Gruppe E spielt gegen Dritten aus Gruppe: | Erster Gruppe F spielt gegen Dritten aus Gruppe: |
| A B C D                     | A                                                | D                                                | B                                                | C                                                |
| A B C E                     | A                                                | E                                                | B                                                | C                                                |
| A B C F                     | A                                                | F                                                | B                                                | C                                                |
| A B D E                     | D                                                | E                                                | A                                                | B                                                |
| A B D F                     | D                                                | F                                                | A                                                | B                                                |
| A B E F                     | E                                                | F                                                | B                                                | A                                                |
| A C D E                     | E                                                | D                                                | C                                                | A                                                |
| A C D F                     | F                                                | D                                                | C                                                | A                                                |
| A C E F                     | E                                                | F                                                | C                                                | A                                                |
| A D E F                     | E                                                | F                                                | D                                                | A                                                |
| B C D E                     | E                                                | D                                                | B                                                | C                                                |
| B C D F                     | F                                                | D                                                | C                                                | B                                                |
| B C E F                     | F                                                | E                                                | C                                                | B                                                |
| B D E F                     | F                                                | E                                                | D                                                | B                                                |
| C D E F                     | F                                                | E                                                | D                                                | C                                                |

## Finalrunde
In der Finalrunde kamen jeweils die Sieger weiter; für die unterlegenen Mannschaften war das Turnier beendet. Weitere Platzierungen wurden nicht ausgespielt. Ein „Kleines Finale“ um Platz 3 wie bei den Weltmeisterschaften fand nicht statt.
|  | 1. Runde | 1. Runde    | 1. Runde |          |             | Viertelfinale | Viertelfinale | Viertelfinale |  |  | Halbfinale | Halbfinale | Halbfinale |  |  | Finale | Finale | Finale |
|  |          |             |          |          |             |               |               |               |  |  |            |            |            |  |  |        |        |        |
|  | B1       | Belgien     | 1        |          |             |               |               |               |  |  |            |            |            |  |  |        |        |        |
|  | F3       | Portugal    | 0        |          |             |               |               |               |  |  |            |            |            |  |  |        |        |        |
|  | F3       | Portugal    | 0        | B1       | Belgien     | 1             |               |               |  |  |            |            |            |  |  |        |        |        |
|  |          |             |          | B1       | Belgien     | 1             |               |               |  |  |            |            |            |  |  |        |        |        |
|  |          |             | A1       | Italien  | 2           |               |               |               |  |  |            |            |            |  |  |        |        |        |
|  | A1       | Italien     | A1       | Italien  | 2           | V2V           |               |               |  |  |            |            |            |  |  |        |        |        |
|  | A1       | Italien     |          |          |             | V2V           |               |               |  |  |            |            |            |  |  |        |        |        |
|  | C2       | Österreich  | 1        |          |             |               |               |               |  |  |            |            |            |  |  |        |        |        |
|  | C2       | Österreich  | 1        | A1       | Italien     | E1 (4)E       |               |               |  |  |            |            |            |  |  |        |        |        |
|  |          |             |          | A1       | Italien     | E1 (4)E       |               |               |  |  |            |            |            |  |  |        |        |        |
|  |          | E2          | Spanien  | 1 (2)    |             |               |               |               |  |  |            |            |            |  |  |        |        |        |
|  | F1       | E2          | Spanien  | 1 (2)    | Frankreich  | 3 (4)         |               |               |  |  |            |            |            |  |  |        |        |        |
|  | F1       |             |          |          | Frankreich  | 3 (4)         |               |               |  |  |            |            |            |  |  |        |        |        |
|  | A3       | Schweiz     | E3 (5)E  |          |             |               |               |               |  |  |            |            |            |  |  |        |        |        |
|  | A3       | Schweiz     | E3 (5)E  | A3       | Schweiz     | 1 (1)         |               |               |  |  |            |            |            |  |  |        |        |        |
|  |          |             |          | A3       | Schweiz     | 1 (1)         |               |               |  |  |            |            |            |  |  |        |        |        |
|  |          |             | E2       | Spanien  | E1 (3)E     |               |               |               |  |  |            |            |            |  |  |        |        |        |
|  | D2       | Kroatien    | E2       | Spanien  | E1 (3)E     | 3             |               |               |  |  |            |            |            |  |  |        |        |        |
|  | D2       | Kroatien    |          |          |             |               |               |               |  |  |            |            |            |  |  |        |        |        |
|  | E2       | Spanien     | 15V      |          |             |               |               |               |  |  |            |            |            |  |  |        |        |        |
|  | E2       | Spanien     | 15V      | A1       | Italien     | E1 (3)E       |               |               |  |  |            |            |            |  |  |        |        |        |
|  |          |             |          |          |             |               |               |               |  |  |            |            |            |  |  |        |        |        |
|  |          | D1          | England  | 1 (2)    |             |               |               |               |  |  |            |            |            |  |  |        |        |        |
|  | E1       | D1          | England  | 1 (2)    | Schweden    | 1             |               |               |  |  |            |            |            |  |  |        |        |        |
|  | E1       |             |          |          | Schweden    | 1             |               |               |  |  |            |            |            |  |  |        |        |        |
|  | C3       | Ukraine     | 12V      |          |             |               |               |               |  |  |            |            |            |  |  |        |        |        |
|  | C3       | Ukraine     | 12V      | C3       | Ukraine     | 0             |               |               |  |  |            |            |            |  |  |        |        |        |
|  |          |             |          | C3       | Ukraine     | 0             |               |               |  |  |            |            |            |  |  |        |        |        |
|  |          |             | D1       | England  | 4           |               |               |               |  |  |            |            |            |  |  |        |        |        |
|  | D1       | England     | D1       | England  | 4           | 2             |               |               |  |  |            |            |            |  |  |        |        |        |
|  | D1       | England     |          |          |             | 2             |               |               |  |  |            |            |            |  |  |        |        |        |
|  | F2       | Deutschland | 0        |          |             |               |               |               |  |  |            |            |            |  |  |        |        |        |
|  | F2       | Deutschland | 0        | D1       | England     | V2V           |               |               |  |  |            |            |            |  |  |        |        |        |
|  |          |             |          | D1       | England     | V2V           |               |               |  |  |            |            |            |  |  |        |        |        |
|  |          | B2          | Dänemark | 1        |             |               |               |               |  |  |            |            |            |  |  |        |        |        |
|  | C1       | B2          | Dänemark | 1        | Niederlande | 0             |               |               |  |  |            |            |            |  |  |        |        |        |
|  | C1       |             |          |          |             |               |               |               |  |  |            |            |            |  |  |        |        |        |
|  | D3       | Tschechien  | 2        |          |             |               |               |               |  |  |            |            |            |  |  |        |        |        |
|  | D3       | Tschechien  | 2        | D3       | Tschechien  | 1             |               |               |  |  |            |            |            |  |  |        |        |        |
|  |          |             |          | D3       | Tschechien  | 1             |               |               |  |  |            |            |            |  |  |        |        |        |
|  |          |             | B2       | Dänemark | 2           |               |               |               |  |  |            |            |            |  |  |        |        |        |
|  | A2       | Wales       | B2       | Dänemark | 2           | 0             |               |               |  |  |            |            |            |  |  |        |        |        |
|  | A2       | Wales       |          |          |             |               |               |               |  |  |            |            |            |  |  |        |        |        |
|  | B2       | Dänemark    | 4        |          |             |               |               |               |  |  |            |            |            |  |  |        |        |        |

V Sieg nach Verlängerung

E Sieg im Elfmeterschießen

### Achtelfinale
|                                                              |   |             |                                 |
| Sa., 26. Juni 2021 um 18:00 Uhr (MESZ) in Amsterdam          |   |             |                                 |
| Wales                                                        | – | Dänemark    | 0:4 (0:1)                       |
| Sa., 26. Juni 2021 um 20:00 Uhr (21:00 Uhr MESZ) in London   |   |             |                                 |
| Italien                                                      | – | Österreich  | 2:1 n. V. (0:0)                 |
| So., 27. Juni 2021 um 18:00 Uhr (MESZ) in Budapest           |   |             |                                 |
| Niederlande                                                  | – | Tschechien  | 0:2 (0:0)                       |
| So., 27. Juni 2021 um 21:00 Uhr (MESZ) in Sevilla            |   |             |                                 |
| Belgien                                                      | – | Portugal    | 1:0 (1:0)                       |
| Mo., 28. Juni 2021 um 18:00 Uhr (MESZ) in Kopenhagen         |   |             |                                 |
| Kroatien                                                     | – | Spanien     | 3:5 n. V. (3:3, 1:1)            |
| Mo., 28. Juni 2021 um 22:00 Uhr (21:00 Uhr MESZ) in Bukarest |   |             |                                 |
| Frankreich                                                   | – | Schweiz     | 3:3 n. V. (3:3, 0:1), 4:5 i. E. |
| Di., 29. Juni 2021 um 17:00 Uhr (18:00 Uhr MESZ) in London   |   |             |                                 |
| England                                                      | – | Deutschland | 2:0 (0:0)                       |
| Di., 29. Juni 2021 um 20:00 Uhr (21:00 Uhr MESZ) in Glasgow  |   |             |                                 |
| Schweden                                                     | – | Ukraine     | 1:2 n. V. (1:1, 1:1)            |

### Viertelfinale
|                                                                     |   |          |                                 |
| Fr., 2. Juli 2021 um 19:00 Uhr (18:00 Uhr MESZ) in Sankt Petersburg |   |          |                                 |
| Schweiz                                                             | – | Spanien  | 1:1 n. V. (1:1, 0:1), 1:3 i. E. |
| Fr., 2. Juli 2021 um 21:00 Uhr (MESZ) in München                    |   |          |                                 |
| Belgien                                                             | – | Italien  | 1:2 (1:2)                       |
| Sa., 3. Juli 2021 um 20:00 Uhr (18:00 Uhr MESZ) in Baku             |   |          |                                 |
| Tschechien                                                          | – | Dänemark | 1:2 (0:2)                       |
| Sa., 3. Juli 2021 um 21:00 Uhr (MESZ) in Rom                        |   |          |                                 |
| Ukraine                                                             | – | England  | 0:4 (0:1)                       |

### Halbfinale
|                                                           |   |          |                                |
| Di., 6. Juli 2021 um 20:00 Uhr (21:00 Uhr MESZ) in London |   |          |                                |
| Italien                                                   | – | Spanien  | 1:1 n. V. (1:1, 0:0), 4:2 i. E |
| Mi., 7. Juli 2021 um 20:00 Uhr (21:00 Uhr MESZ) in London |   |          |                                |
| England                                                   | – | Dänemark | 2:1 n. V. (1:1, 1:1)           |

### Finale
| Italien                                                                    | Italien | England | England | Aufstellung                       |
| -------------------------------------------------------------------------- | --- | --- | ------- | --------------------------------- |
| Italien                                                                    | \| Finale \| \| So., 11. Juli 2021, 20:00 Uhr (21:00 Uhr MESZ) in London (Wembley-Stadion) \| \| Ergebnis: 1:1 n. V. (1:1, 0:1), 3:2 i. E. \| \| Zuschauer: 67.173 \| \| Schiedsrichter: Björn Kuipers ( Niederlande) \| \| Spielbericht \| | \| Finale \| \| So., 11. Juli 2021, 20:00 Uhr (21:00 Uhr MESZ) in London (Wembley-Stadion) \| \| Ergebnis: 1:1 n. V. (1:1, 0:1), 3:2 i. E. \| \| Zuschauer: 67.173 \| \| Schiedsrichter: Björn Kuipers ( Niederlande) \| \| Spielbericht \|                                                           | England | Aufstellung Italien gegen England |
| Italien                                                                    | Gianluigi Donnarumma – Giovanni Di Lorenzo, Leonardo Bonucci, Giorgio Chiellini , Emerson (118. Alessandro Florenzi) – Nicolò Barella (54. Bryan Cristante), Jorginho, Marco Verratti (96. Manuel Locatelli) – Federico Chiesa (86. Federico Bernardeschi), Ciro Immobile (54. Domenico Berardi), Lorenzo Insigne (91. Andrea Belotti) Cheftrainer: Roberto Mancini | Jordan Pickford – Kyle Walker (120. Jadon Sancho), John Stones, Harry Maguire – Kieran Trippier (70. Bukayo Saka), Kalvin Phillips, Declan Rice (74. Jordan Henderson, 120. Marcus Rashford), Luke Shaw – Raheem Sterling, Harry Kane , Mason Mount (99. Jack Grealish) Cheftrainer: Gareth Southgate | England | Aufstellung Italien gegen England |
| Italien                                                                    | 1:1 Bonucci (67.) | 0:1 Shaw (2.) | England | Aufstellung Italien gegen England |
| Italien                                                                    | Elfmeterschießen | | England | Aufstellung Italien gegen England |
| Italien                                                                    | 1:0 Berardi Pickford hält gegen Belotti 2:2 Bonucci 3:2 Bernardeschi Pickford hält gegen Jorginho | 1:1 Kane 1:2 Maguire Rashford schießt an den linken Pfosten Donnarumma hält gegen Sancho Donnarumma hält gegen Saka | England | Aufstellung Italien gegen England |
| Italien                                                                    | Barella (47.), Bonucci (55.), Insigne (84.), Chiellini (90.+6), Jorginho (114.) | Maguire (106.) | England | Aufstellung Italien gegen England |
| Italien                                                                    | Star des Spiels: Leonardo Bonucci (Italien) | | England | Aufstellung Italien gegen England |
| Finale                                                                     | | |         |                                   |
| So., 11. Juli 2021, 20:00 Uhr (21:00 Uhr MESZ) in London (Wembley-Stadion) | | |         |                                   |
| Ergebnis: 1:1 n. V. (1:1, 0:1), 3:2 i. E.                                  | | |         |                                   |
| Zuschauer: 67.173                                                          | | |         |                                   |
| Schiedsrichter: Björn Kuipers ( Niederlande)                               | | |         |                                   |
| Spielbericht                                                               | | |         |                                   |

Das Finale des paneuropäischen Turniers wurde zum Heimspiel der englischen Mannschaft. Bis auf das Viertelfinale gegen die Ukraine in Rom haben alle Spiele des englischen Teams in Wembley stattgefunden. Vor und nach dem Spiel kam es zu Ausschreitungen. Dabei gelang es gewaltsamen Fans, Sicherheitszäune zu durchbrechen und das Wembley-Stadion zu stürmen, in Videos waren Schlägereien an den Eingängen zum Stadion zu sehen, zahlreiche Zivilpersonen und Polizisten wurden verletzt. Auf dem Wembley Way (zwischen der U-Bahn-Station Wembley Park und dem Wembley-Stadion) sowie auf beliebten Londoner Plätzen wie dem Piccadilly Circus und Leicester Square feierten zehntausende Fans mit viel Alkohol und ohne jeglichen Abstand und ohne Masken.
England ging bereits nach zwei Minuten durch ein Tor von Luke Shaw in Führung. In der zweiten Halbzeit war Italien jedoch die aktivere Mannschaft. Leonardo Bonucci erzielte in der 67. Minute den Ausgleichstreffer. Vor dem Elfmeterschießen wechselte Gareth Southgate mit Marcus Rashford und Jadon Sancho zwei Spieler ein, die als sichere Elfmeterschützen gelten. Rashford traf jedoch nur den Pfosten, Sanchos Schuss wurde von Gianluigi Donnarumma pariert. Da letztlich der ebenfalls eingewechselte 19-jährige Bukayo Saka an Donnarumma scheiterte, ging Italien als Sieger aus dem Elfmeterschießen hervor, obwohl auch der englische Torhüter Jordan Pickford zwei Elfmeter halten konnte.
Schiedsrichter Björn Kuipers wurde nach dem Spiel vielfach für seine hervorragende Spielführung gelobt.

## Beste Torschützen

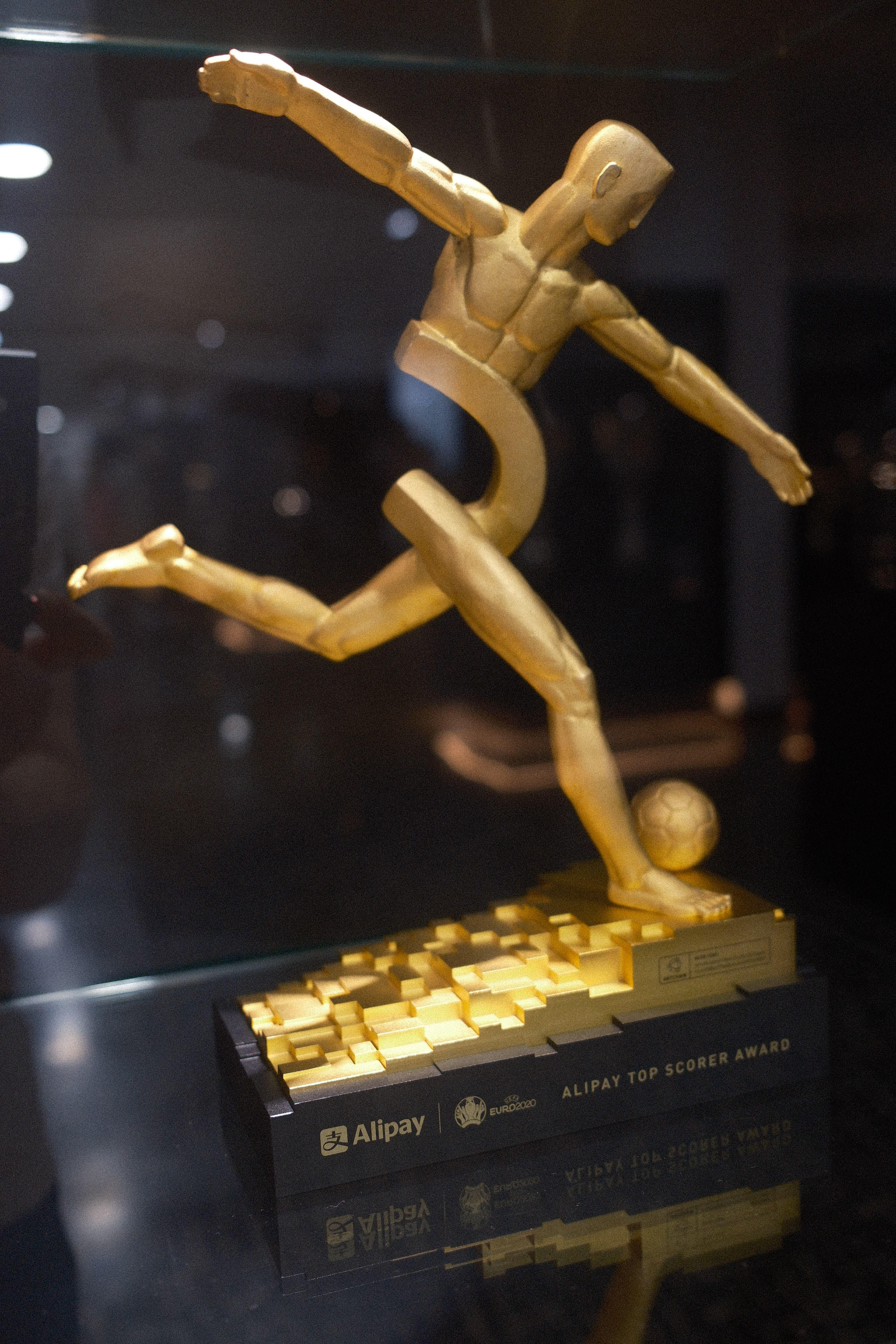
Gold-Trophäe für den besten Torschützen der EM 2021.

Für die vollständige Torschützenliste siehe Fußball-Europameisterschaft 2021/Statistik#Torschützen.
Die Rangfolge entspricht den offiziellen Regeln der UEFA, nach denen zur Ermittlung des Torschützenkönigs bei gleicher Toranzahl die Zahl der Vorlagen und die Spielminuten ausschlaggebend sind. Die drei bestplatzierten Torschützen wurden mit einer Trophäe in Gold, Silber bzw. Bronze ausgezeichnet.
| Rang | Spieler             | Tore | Elfmeter- tore | Vorlagen | Spielzeit |
| ---- | ------------------- | ---- | -------------- | -------- | --------- |
| 01   | Cristiano Ronaldo   | 5    | 3              | 1        | 360       |
| 02   | Patrik Schick       | 5    | 1              | 0        | 404       |
| 03   | Karim Benzema       | 4    | 1              | 0        | 349       |
| 04   | Emil Forsberg       | 4    | 1              | 0        | 371       |
| 05   | Romelu Lukaku       | 4    | 1              | 0        | 444       |
| 06   | Harry Kane          | 4    | 0              | 0        | 649       |
| 07   | Xherdan Shaqiri     | 3    | 0              | 1        | 371       |
| 08   | Raheem Sterling     | 3    | 0              | 1        | 641       |
| 09   | Kasper Dolberg      | 3    | 0              | 0        | 225       |
| 10   | Robert Lewandowski  | 3    | 0              | 0        | 270       |
| 11   | Georginio Wijnaldum | 3    | 0              | 0        | 360       |
| 12   | Haris Seferović     | 3    | 0              | 0        | 382       |
| 13   | Álvaro Morata       | 3    | 0              | 0        | 452       |
| 14   | Pablo Sarabia       | 2    | 0              | 2        | 252       |
| 15   | Memphis Depay       | 2    | 1              | 2        | 327       |
| 16   | Andrij Jarmolenko   | 2    | 0              | 2        | 445       |
| 17   | Ivan Perišić        | 2    | 0              | 1        | 261       |
| 18   | Mikkel Damsgaard    | 2    | 0              | 1        | 330       |
| 19   | Ferran Torres       | 2    | 0              | 1        | 366       |
| 20   | Roman Jaremtschuk   | 2    | 0              | 1        | 430       |
| 21   | Ciro Immobile       | 2    | 0              | 1        | 444       |
| 22   | Joakim Mæhle        | 2    | 0              | 1        | 556       |

Torschützenkönige des gesamten Wettbewerbs wurden gemeinsam der Engländer Harry Kane und der Portugiese Cristiano Ronaldo mit insgesamt jeweils 16 Toren, von denen sie in der Qualifikation 12 bzw. 11 Tore erzielten.

## Beste Spieler
- Nach dem Finale wurde der italienische Torwart Gianluigi Donnarumma als bester Spieler des Turniers ausgezeichnet.[43]
- Zum besten jungen Spieler wurde der spanische Mittelfeldspieler Pedri ernannt.[44]
- In das Team des Turniers wurden folgende Spieler gewählt:[45]

| Tor                  | Abwehr                                                         | Mittelfeld                           | Sturm                                         |
| -------------------- | -------------------------------------------------------------- | ------------------------------------ | --------------------------------------------- |
| Gianluigi Donnarumma | Kyle Walker Harry Maguire Leonardo Bonucci Leonardo Spinazzola | Pierre Emile Højbjerg Jorginho Pedri | Federico Chiesa Romelu Lukaku Raheem Sterling |

## Schiedsrichter

### Hauptschiedsrichter
Am 21. April 2021 ernannte die UEFA die 19 Schiedsrichter, die bei der Europameisterschaft zum Einsatz kommen. Jeder Schiedsrichter wird von zwei Assistenten an der Seitenlinie unterstützt. Dazu wurden 22 Video-Assistenten und 12 unterstützende Schiedsrichter (Support Match Officials) nominiert. Mit Felix Brych und Daniel Siebert wurden erstmals seit 1996 wieder zwei Schiedsrichter aus Deutschland nominiert; als Video-Assistenten wurden Bastian Dankert, Christian Dingert, Marco Fritz und Christian Gittelmann nominiert. Im Rahmen eines Austauschprogramms der UEFA mit dem südamerikanischen Verband CONMEBOL wurde mit dem Argentinier Fernando Rapallini und seinen Assistenten erstmals ein südamerikanischer Schiedsrichter für die EM nominiert; im Gegenzug repräsentierte der Spanier Jesús Gil Manzano die UEFA bei der Copa América 2021 in Brasilien. Mit der Französin Stéphanie Frappart wurde zudem erstmals eine Frau für eine Europameisterschaft der Männer nominiert; sie wurde als Support Match Official eingesetzt und wäre zudem Nachrückerin gewesen, falls ein nominierter Kollege ausgefallen wäre.
| Schiedsrichter          | Spiele |          |            |   | Spiele als 4O | Assistenten                                   | Begegnungen                                        | Begegnungen                                        |          |
| Schiedsrichter          | Spiele | Vorrunde | Finalrunde |   | Spiele als 4O | Assistenten                                   |                                                    |                                                    |          |
| ----------------------- | ------ | -------- | ---------- | - | ------------- | --------------------------------------------- | -------------------------------------------------- | -------------------------------------------------- | -------- |
| Felix Brych a b g       | 5      | 9        | 0          | 0 | 0             | Mark Borsch Stefan Lupp                       | NED – UKR, 13.6. FIN – BEL, 21.6.                  | BEL – POR, 27.6. UKR – ENG, 3.7. ITA – ESP, 6.7. e |          |
| Daniel Siebert          | 3      | 8        | 0          | 1 | 1             | Jan Seidel Rafael Foltyn                      | SCO – CZE, 14.6. SWE – SVK, 18.6.                  | WAL – DEN, 26.6.                                   |          |
| Michael Oliver          | 3      | 8        | 0          | 1 | 1             | Stuart Burt Simon Bennett                     | HUN – FRA, 19.6. SWE – POL, 23.6.                  | SUI – ESP, 2.7.                                    |          |
| Anthony Taylor          | 3      | 9        | 0          | 0 | 1             | Gary Beswick Adam Nunn                        | DEN – FIN, 12.6. POR – GER, 19.6.                  | ITA – AUT, 26.6.                                   |          |
| Clément Turpin a b      | 2      | 6        | 0          | 0 | 0             | Nicolas Danos Cyril Gringore                  | WAL – SUI, 12.6. RUS – DEN, 21.6.                  |                                                    |          |
| Orel Grinfeld           | 1      | 3        | 0          | 0 | 1             | Roy Hassan Idan Yarkoni                       | NED – AUT, 17.6.                                   |                                                    |          |
| Daniele Orsato          | 3      | 12       | 0          | 1 | 0             | Alessandro Giallatini Fabiano Preti           | ENG – CRO, 13.6. ESP – POL, 19.6.                  | SWE – UKR, 29.6.                                   |          |
| Danny Makkelie          | 4      | 14       | 0          | 0 | 1             | Hessel Steegstra Jan de Vries                 | TUR – ITA, 11.6. FIN – RUS, 16.6.                  | ENG – GER, 29.6. ENG – DEN, 7.7. e                 |          |
| Björn Kuipers a b d     | 4      | 16       | 0          | 0 | 1             | Sander van Roekel Erwin Zeinstra              | DEN – BEL, 17.6. SVK – ESP, 23.6.                  | CZE – DEN, 3.7. ITA – ENG, 11.7. f                 |          |
| Artur Dias              | 2      | 5        | 0          | 0 | 0             | Rui Licínio Paulo Soares                      | TUR – WAL, 16.6. CZE – ENG, 22.6.                  |                                                    |          |
| Ovidiu Hațegan a        | 2      | 6        | 1          | 1 | 3             | Sebastian Gheorghe Radu Ghinguleac            | POL – SVK, 14.6. ITA – WAL, 20.6.                  |                                                    |          |
| István Kovács           | 1      | 4        | 0          | 0 | 2             | Vasile Marinescu Ovidiu Artene                | MKD – NED, 21.6.                                   |                                                    |          |
| Sergei Karassjow a b    | 3      | 5        | 0          | 1 | 3             | Igor Demeschko Maxim Gawrilin                 | ITA – SUI, 16.6. GER – HUN, 23.6.                  | NED – CZE, 27.6.                                   |          |
| Andreas Ekberg          | 1      | 3        | 0          | 0 | 3             | Mehmet Culum Stefan Hallberg                  | AUT – MKD, 13.6.                                   |                                                    |          |
| Slavko Vinčić           | 3      | 8        | 0          | 0 | 1             | Tomaž Klančnik Andraž Kovačič                 | ESP – SWE, 14.6. SUI – TUR, 20.6.                  | BEL – ITA, 2.7.                                    |          |
| Carlos del Cerro Grande | 2      | 5        | 0          | 0 | 2             | Juan Yuste Jiménez c Roberto Alonso Fernández | FRA – GER, 15.6. CRO – CZE, 18.6.                  |                                                    |          |
| Antonio Mateu Lahoz b   | 3      | 6        | 0          | 0 | 0             | Pau Cebrián Devís Roberto Díaz                | BEL – RUS, 12.6. ENG – SCO, 18.6. POR – FRA, 23.6. |                                                    |          |
| Cüneyt Çakır a b d      | 3      | 5        | 0          | 0 | 1             | Bahattin Duran Tarık Ongun                    | HUN – POR, 15.6. UKR – AUT, 21.6.                  | CRO – ESP, 28.6.                                   |          |
| Fernando Rapallini      | 3      | 12       | 0          | 0 | 2             | Juan Pablo Belatti b Diego Bonfá              | UKR – MKD, 17.6. CRO – SCO, 22.6.                  | FRA – SUI, 28.6.                                   |          |
| Summe                   | 51     | 144      | 1          | 5 | 23            | Endstand                                      | Endstand                                           | Endstand                                           | Endstand |

Unterstützungsschiedsrichter
- Georgi Kabakow
- Martin Margaritow
- Mikael Berchebru
- Stéphanie Frappart
- Stefano Alassio
- Davide Massa
- Marcin Boniek
- Bartosz Frankowski
- Stéphane De Almeida
- Sandro Schärer
- Srđan Jovanović
- Uroš Stojković

### Video-Assistenten (VAR)
Im April 2021 nominierte die UEFA insgesamt 22 Schiedsrichter, die ausschließlich als Video-Assistenten oder Video Assistant Referees (VAR) eingesetzt wurden. In jedem Spiel kam ein vierköpfiges Team zum Einsatz, bestehend aus einem Haupt-VAR der für die Beurteilung der Eingriffsnotwendigkeit und der Kommunikation mit dem Feldschiedsrichter zuständig ist, einem Assistenz-VAR, der das Spiel verfolgt während der Haupt-VAR eine Szene prüft (AVAR1), einem ausschließlich für die Abseitsbeurteilung zuständigen Offiziellen (AVAR2) sowie einem weiteren Schiedsrichter, der Koordinations- und Unterstützungsaufgaben wahrnimmt (AVAR3). Alle Spiele wurden zentral aus dem UEFA-Hauptquartier in Nyon begleitet.
| Bastian Dankert               | Deutschland | 130 | Finale          |
| Christian Dingert             | Deutschland | 100 |                 |
| Marco Fritz                   | Deutschland | 100 | Halbfinale 1    |
| Christian Gittelmann          | Deutschland | 120 |                 |
| Stuart Attwell                | England     | 9   |                 |
| Lee Betts                     | England     | 9   |                 |
| Chris Kavanagh                | England     | 7   |                 |
| Jérôme Brisard                | Frankreich  | 5   |                 |
| François Letexier             | Frankreich  | 5   |                 |
| Benjamin Pagès                | Frankreich  | 5   |                 |
| Marco Di Bello                | Italien     | 7   |                 |
| Massimiliano Irrati           | Italien     | 100 |                 |
| Filippo Meli                  | Italien     | 100 |                 |
| Paolo Valeri                  | Italien     | 8   |                 |
| Kevin Blom                    | Niederlande | 9   | Eröffnungsspiel |
| Pol van Boekel                | Niederlande | 8   | Halbfinale 2    |
| Paweł Gil                     | Polen       | 110 |                 |
| João Pedro Silva Pinheiro     | Portugal    | 4   |                 |
| Alejandro Hernández Hernández | Spanien     | 120 |                 |
| Juan Martínez Munuera         | Spanien     | 9   |                 |
| Íñigo Prieto López de Cerain  | Spanien     | 9   |                 |
| José María Sánchez Martínez   | Spanien     | 4   |                 |
| Endstand                      |             |     |                 |

## Übertragung und Berichterstattung

### Deutschland
Der Privatsender RTL sicherte sich am 28. Mai 2016 die Übertragungsrechte für die Qualifikationsspiele der deutschen Nationalmannschaft. Laut Medienberichten soll der Privatsender für die exklusiven Übertragungsrechte etwa vier bis fünf Millionen Euro pro Spiel gezahlt haben. Der Sender selbst machte zur Höhe der Ausgaben keine Angaben. Die Qualifikationsspiele inklusive Play-offs ohne deutsche Beteiligung wurden wiederum exklusiv beim Streamingdienst DAZN ausgestrahlt.
Die Spiele der Endrunde 2021 wurden sowohl von den öffentlich-rechtlichen Fernsehsendern Das Erste und ZDF (gemeinsam 41 Spiele) als auch von MagentaTV (alle 51 Spiele) übertragen. Die Rundfunkanstalten der ARD übertrugen außerdem alle Spiele im Radio live – inklusive Reportagen, Interviews und Nachberichterstattung. Am 5. Oktober 2016 gaben die ARD und das ZDF bekannt, dass sie in Deutschland die Europameisterschaft übertragen werden. Die Sendeanstalten selbst machten zur Höhe der Ausgaben keine Angaben. Laut Medienberichten zahlten beide Sender für die Übertragungsrechte geschätzte 150 Millionen Euro. Am 9. März 2021 wurde bekannt, dass sich die Telekom sowie die Sender ARD und ZDF nach langen Verhandlungen auf den Erwerb von Sublizenzen geeinigt haben. Die Teilung der Übertragungsrechte zwischen den öffentlich-rechtlichen Sendern Das Erste und ZDF sowie der Telekom ist Teil einer größeren Vereinbarung, bei welcher die Telekom im Gegenzug teilweise Übertragungsrechte für die EM 2024 abtritt. Das Unternehmen Telekom sowie die beiden Sendeanstalten selbst machten zur Höhe der Ausgaben keine Angaben. Laut dem Fachmagazin Medienkorrespondenz zahlte Telekom für die Sublizenzierung an dieser Europameisterschaft 15 Millionen Euro. Dass mit MagentaTV ein Pay-TV-Sender sämtliche Spiele der Europameisterschaft zeigte, ist ein Novum in der deutschen Fernsehgeschichte.
| 1. Spieltag                  | Wales – Schweiz (Gr. A, 15 Uhr) Schottland – Tschechien (Gr. D, 15 Uhr) |
| 2. Spieltag                  | Finnland – Russland (Gr. B, 15 Uhr) Schweden – Slowakei (Gr. E, 15 Uhr) |
| 3. Spieltag (Parallelspiele) | Schweiz – Türkei (Gr. A, 18 Uhr) Finnland – Belgien (Gr. B, 21 Uhr) Nordmazedonien – Niederlande (Gr. C, 18 Uhr) Kroatien – Schottland (Gr. D, 21 Uhr) Schweden – Polen (Gr. E, 18 Uhr) Portugal – Frankreich (Gr. F, 21 Uhr) |

Das Erste strahlte das Eröffnungsspiel zwischen der Türkei und Italien aus, während das ZDF das Finale übertrug. Die K.-o.-Spiele wurden innerhalb der beiden Sender kurzfristig verteilt. Insgesamt wurden von ihnen 41 Spiele übertragen (21 Spiele bei Das Erste und 20 Spiele beim ZDF). MagentaTV konnte alle 51 Spiele übertragen, darunter exklusiv zehn Vorrundenspiele, die nur beim Pay-TV-Sender zu sehen waren. Die Parallelspiele am letzten Gruppenspieltag wurden kurzfristig verteilt. Das Erste und ZDF besaßen für diese Partien ein sogenanntes Vorwahlrecht. Während Das Erste und ZDF die Spiele in HD (720p via Satellit/Kabel/IPTV; 1080p via DVB-T2) übertragen werden, wird MagentaTV die Übertragungen in Full-HD (1080p) und Ultra-HD (nur via Media Receiver der Telekom) anbieten.
Für die ARD berichteten zwei Moderatoren: Alexander Bommes berichtete mit den Experten Kevin-Prince Boateng, Almuth Schult, Stefan Kuntz und Lutz Wagner aus dem Kölner Sportschau-Studio über die Europameisterschaft und analysierte die Spiele. Jessy Wellmer begleitete mit dem Experten Bastian Schweinsteiger die Spiele aus den Stadien, sofern es die Corona-Lage zuließ. War dies nicht möglich, berichteten Wellmer und Schweinsteiger aus Köln. Der Abend im Ersten wurde von Esther Sedlaczek und Micky Beisenherz mit dem Sportschau Club abgeschlossen. Für das ZDF führten im Wechsel Katrin Müller-Hohenstein und Jochen Breyer aus dem ZDF-Sendezentrum durch die Übertragung und berichteten über die Spiele und analysierten mit den Experten Per Mertesacker, Christoph Kramer, Peter Hyballa, Sandro Wagner und Manuel Gräfe. Außerdem berichteten Lennert Brinkhoff (ARD) und Sven Voss (ZDF) vom deutschen Mannschaftslager aus Herzogenaurach.
Für Das Erste kommentierten Tom Bartels, Gerd Gottlob und Florian Naß die Spiele. An ihrer Seite fungierte Thomas Broich als Co-Kommentator. Für das ZDF kommentierten Claudia Neumann (mit Ariane Hingst als Co-Kommentatorin), Béla Réthy, Oliver Schmidt und Martin Schneider (mit Hanno Balitsch als Co-Kommentator) die Spiele. Zudem begleitete Sandro Wagner einige Spiele als Co-Kommentator. Für die ARD-Hörfunksender kommentierten Michael Augustin, Holger Dahl, Philipp Hofmeister, Martina Knief, Armin Lehmann, Julia Metzner, Jens-Jörg Rieck und Andre Siems die Spiele.
Der Pay-TV-Sender MagentaTV berichtete aus Ismaning über die Europameisterschaft, produziert von Plazamedia. Als Moderatoren fungierten Johannes B. Kerner, Sascha Bandermann, Amelie Stiefvatter und Jan Henkel. Als Experten standen ihnen Michael Ballack, Fredi Bobic, Patrick Ittrich und Manuel Baum zur Verfügung. Jan Henkel und Manuel Baum waren für die Taktikanalyse zuständig. Vom deutschen Mannschaftslager berichtete Anett Sattler und Thomas Wagner war für die Interviews an der Seitenlinie mit Spielern und Trainern zuständig. Die Spiele wurden von Wolff-Christoph Fuss, Marco Hagemann, Jan Platte, Markus Höhner, Christian Straßburger und Benni Zander kommentiert. Außerdem wurden im sogenannten „Promi-Feed“ die Spiele u. a. von Oliver Pocher und Serdar Somuncu kommentiert. Bei MagentaTV waren zudem fast täglich Studiogäste bei der Übertragung anwesend und begleiteten dort als Experten sowie als Co-Kommentatoren die Spiele. So waren Nuri Şahin, Uli Hoeneß, Lars Stindl, Martin Harnik, Alex Frei, Jürgen Kohler, Moritz Volz, Benny Lauth, Inka Grings und Adi Hütter dabei.
| Funktion                         | |                                                                                       | MagentaTV                                                                                       |
| -------------------------------- | --- | ------------------------------------------------------------------------------------- | ----------------------------------------------------------------------------------------------- |
| Moderatoren                      | Alexander Bommes Jessy Wellmer (vor Ort)                                                                              | Jochen Breyer Katrin Müller-Hohenstein                                                | Johannes B. Kerner Sascha Bandermann Amelie Stiefvatter Jan Henkel (Taktik)                     |
| Experten                         | Bastian Schweinsteiger (vor Ort) Kevin-Prince Boateng Almuth Schult Stefan Kuntz Lutz Wagner (Schiedsrichter)         | Per Mertesacker Christoph Kramer Peter Hyballa (Taktik) Manuel Gräfe (Schiedsrichter) | Michael Ballack Fredi Bobic Manuel Baum (Taktik) Patrick Ittrich (Schiedsrichter)               |
| Co-Kommentatoren                 | Thomas Broich Bastian Schweinsteiger                                                                                  | Sandro Wagner Ariane Hingst Hanno Balitsch                                            | wechselnde Co-Kommentatoren                                                                     |
| Begleiter der Nationalmannschaft | Lennert Brinkhoff | Sven Voss                                                                             | Anett Sattler                                                                                   |
| Field-Reporter                   | | Boris Büchler                                                                         | Thomas Wagner                                                                                   |
| Kommentatoren (Fernsehen)        | Tom Bartels Gerd Gottlob Florian Naß                                                                                  | Béla Réthy Oliver Schmidt Claudia Neumann Martin Schneider                            | Wolff-Christoph Fuss Marco Hagemann Jan Platte Markus Höhner Christian Straßburger Benni Zander |
| Kommentatoren (Radio)            | Michael Augustin Holger Dahl Philipp Hofmeister Martina Knief Armin Lehmann Julia Metzner Jens-Jörg Rieck Andre Siems | –                                                                                     | –                                                                                               |

### Schweiz
Die SRG-SSR-Anstalten SRF, RTS, RSI sowie RTR werden die Qualifikationsspiele und die Nations-League-Spiele mit Beteiligung der A-Nationalmannschaft wie auch die Fußball-EM exklusiv im Fernsehen, Radio und multimedial begleiten. Über die vertraglichen Details haben die Parteien Stillschweigen vereinbart. Die Fernsehsender SRF zwei und SRF info übertragen alle 51 Livespiele, während auf dem Radiosender SRF 3 nur die Spiele mit Schweizer Beteiligung und der Final kommentiert werden.
| Funktion           | (TV) | (Radio)                       |
| ------------------ | --- | ----------------------------- |
| Moderatoren        | Rainer Maria Salzgeber Paddy Kälin Annette Fetscherin Lukas Studer                                                                   |                               |
| Experten           | Benjamin Huggel Ramona Bachmann Diego Benaglio Lara Dickenmann Mladen Petrić Andy Egli Lutz Pfannenstiel Martin Schmidt Bruno Berner | Kathrin Lehmann               |
| Begleiter der Nati | Jeff Baltermia |                               |
| Kommentatoren      | Sascha Ruefer Mario Gehrer Reto Held Dani Kern Manuel Köng                                                                           | Peter Schnyder Marcel Melcher |

### Österreich
Der ORF sicherte sich die Übertragungsrechte für die Qualifikationsspiele mit österreichischer Beteiligung und für die Endrunde der Euro 2021. Am 29. April 2021 gab die Mediengruppe Österreich bekannt, dass sie vom ORF die Zweitrechte für Live-Übertragungen von neun Spielen der Fußball-EM 2021 erworben hat. Sechs Spiele davon werden live und exklusiv auf oe24.tv übertragen, die restlichen drei in Kooperation mit dem ORF. Als Experten bei oe24.tv sind unter anderem die ehemaligen österreichischen Teamspieler Toni Polster, Hans Krankl sowie Frenkie Schinkels und Andreas Ogris eingeplant. Kommentieren wird Robert Seeger. Ebenso hätte Edi Finger junior für oe24.tv kommentieren sollen, wozu es durch seinen Tod aber nicht mehr kommen sollte. Für den ORF sind als Moderatoren, ebenso wie bei der Fußball-WM 2018, Rainer Pariasek, Bernhard Stöhr und Alina Zellhofer eingeplant. Neu dazu kommt Kristina Inhof, welche bei der Fußball-EM 2016 und der Fußball-WM 2018 als Reporterin aktiv war. Die Experten bleiben unverändert zu den letzten Jahren mit Herbert Prohaska, Roman Mählich und Helge Payer sowie Schiedsrichter-Experte Thomas Steiner. Bei den Kommentatoren geben Anna Lallitsch und Daniel Warmuth ihr Debüt bei einem Fußball-Großereignis. Die restlichen Kommentatoren sind Michael Bacher, Boris Kastner-Jirka, Thomas König, Oliver Polzer, Michael Roscher und Dietmar Wolff. Der Begleiter der ÖFB-Elf ist Roland Hönig.
| Funktion              | |                                                          |
| --------------------- | --- | -------------------------------------------------------- |
| Moderatoren           | Rainer Pariasek Alina Zellhofer Bernhard Stöhr Kristina Inhof                                                             | Volker Piesczek Alex Nausner                             |
| Experten              | Herbert Prohaska Roman Mählich Helge Payer Thomas Steiner (Schiedsrichter)                                                | Frenkie Schinkels Toni Polster Andreas Ogris Hans Krankl |
| Reporter              | Christian Diendorfer |                                                          |
| Begleiter der ÖFB-Elf | Roland Hönig |                                                          |
| Kommentatoren         | Michael Bacher Boris Kastner-Jirka Thomas König Oliver Polzer Michael Roscher Dietmar Wolff Daniel Warmuth Anna Lallitsch | Robert Seeger                                            |

### Versuchte Einschränkung der Medienfreiheit in Russland
Ende Mai entzogen russische Behörden dem ARD-Journalisten Robert Kempe die zuvor von der UEFA bestätigte Akkreditierung. Kempe hatte in einem Podcast für Sport Inside über die enge Verflechtung des Sponsors Gazprom mit der UEFA berichtet sowie zur Weltmeisterschaft 2018 über Folter und Terror des tschetschenischen Machthabers Ramsan Kadyrow gegenüber Minderheiten und den auch von den Vereinten Nationen kritisierten Einsatz nordkoreanischer Arbeiter beim Bau des Moskauer Luschniki-Stadions. Nachdem der WDR damit an die Öffentlichkeit gegangen war, erhielt Kempe doch Zugang zu den russischen Spielorten.

## Organisation und Umfeld

### Maskottchen
Das Maskottchen wurde am 24. März 2019 vor dem EM-Qualifikationsspiel zwischen den Niederlanden und Deutschland in der Amsterdamer Johan-Cruyff-Arena vorgestellt. Es hat den Namen Skillzy und ist ein Freestyler, der viele Fußballtricks beherrscht. Sein Name basiert auf dem englischen Wort „skills“ und soll die verschiedenen fußballerischen Kniffe und Fähigkeiten herausstellen.

### Song
Die UEFA-EM-Hymne We Are the People stammt vom niederländischen Musiker Martin Garrix sowie von Bono und The Edge, zwei Mitgliedern der irischen Rockband U2. An der Komposition und dem Liedtext waren sieben Autoren beteiligt, darunter auch Garrix, der ebenfalls mit Giorgio Tuinfort für die Produktion verantwortlich war.

### Preisgelder
Die ursprünglichen Preisgelder wurden im Februar 2018 bekanntgegeben. Aufgrund der veränderten wirtschaftlichen Lage durch die COVID-19-Pandemie reduzierte die UEFA die Preisgelder vor Beginn des Turniers. Die Antrittsprämie von 9,25 Millionen Euro für jedes Team blieb unverändert, die Preisgelder für Siege und Unentschieden in der Vorrunde sowie für das Erreichen bestimmter Turnierrunden wurden hingegen gesenkt. Der Europameister kann daher (bei drei Siegen in der Gruppenphase) maximal 28,25 Millionen Euro (vorher: 34 Millionen Euro) bekommen. Die Gesamtsumme aller Prämien beträgt 340 Millionen Euro (vorher: 371 Millionen) und liegt damit immer noch über dem Niveau vergangener Turniere.
| erreichte Runde   | Preisgeld (neu)                                                | Preisgeld (alt)                                                  | Teams |
| ----------------- | -------------------------------------------------------------- | ---------------------------------------------------------------- | ----- |
| Antrittsprämie    | 9.250.000 €                                                    | 09.250.000 €                                                     | 24    |
| Gruppenphase      | 1.000.000 € für jeden Sieg 0.500.000 € für jedes Unentschieden | 01.500.000 € für jeden Sieg 00.750.000 € für jedes Unentschieden | 24    |
| Achtelfinale      | 1.500.000 €                                                    | 02.000.000 €                                                     | 16    |
| Viertelfinale     | 2.500.000 €                                                    | 03.250.000 €                                                     | 08    |
| Halbfinale        | 4.000.000 €                                                    | 05.000.000 €                                                     | 04    |
| Vizeeuropameister | 5.000.000 €                                                    | 07.000.000 €                                                     | 01    |
| Europameister     | 8.000.000 €                                                    | 10.000.000 €                                                     | 01    |

### Trikotausrüster
Neun der 24 EM-Teilnehmer trugen Trikots von Nike (England, Finnland, Frankreich, Kroatien, Niederlande, Polen, Portugal, Slowakei, Türkei), gefolgt von Adidas mit acht Teilnehmern (Belgien, Deutschland, Schottland, Schweden, Spanien, Russland, Ungarn, Wales). Die weiteren Trikotausrüster waren: Puma mit vier Mannschaften (Italien, Österreich, Schweiz, Tschechien), Hummel (Dänemark), Jako (Nordmazedonien) sowie Joma (Ukraine).

### Spielball

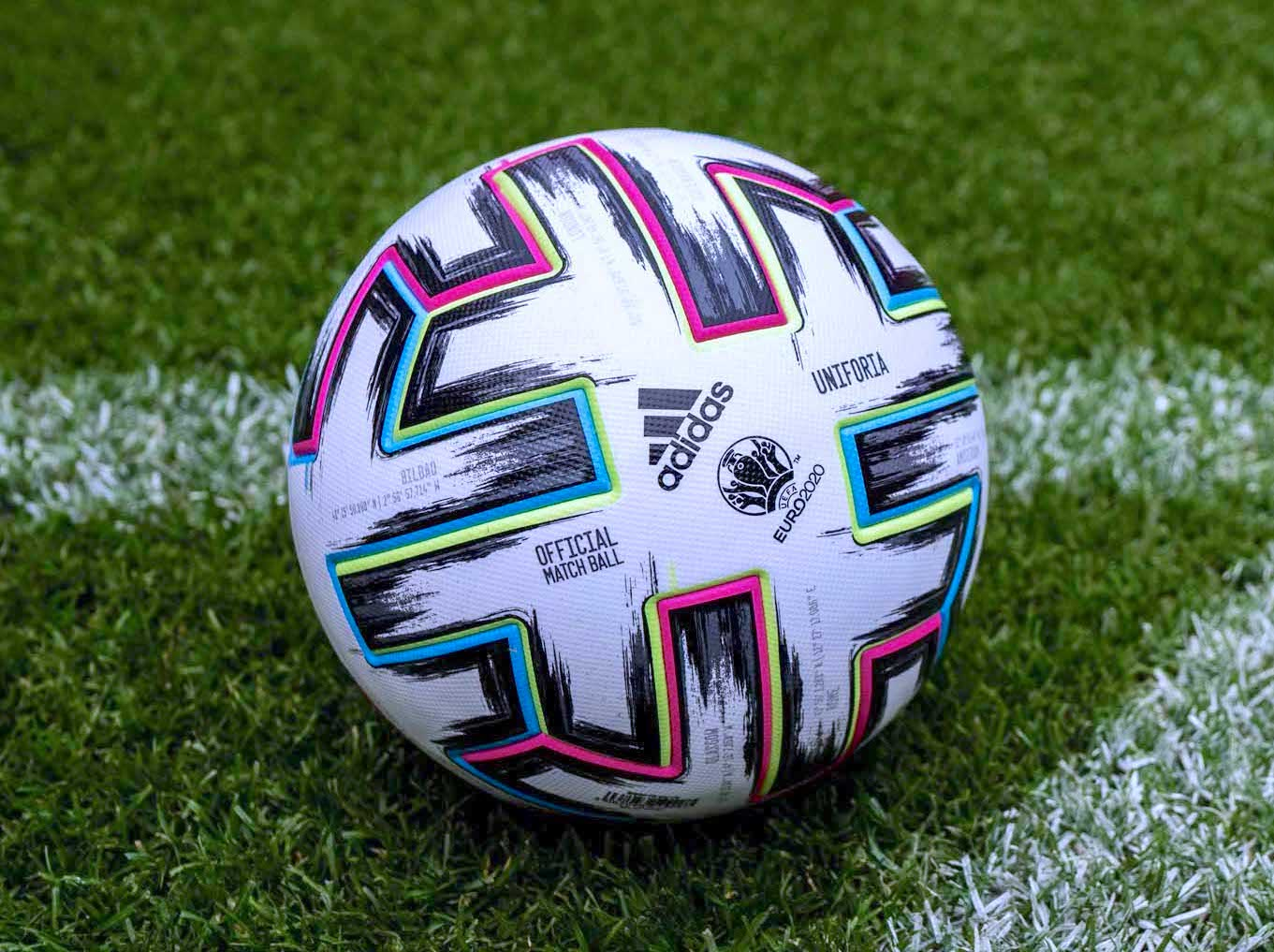
Uniforia – Spielball der EM 2021

Der Spielball zur EM 2021 hieß Uniforia und wurde am 6. November 2019 vom Hersteller Adidas vorgestellt. Das Wort Uniforia setzt sich aus den beiden Begriffen unity (Einheit) und euphoria (Euphorie) zusammen und sollte vor allem die Tatsache repräsentieren, dass das Turnier zum ersten Mal in elf verschiedenen Staaten gleichzeitig ausgetragen wurde. Der Uniforia Finale in silber war eine Sonderform des sonst weißen Balls dar, welcher in den Halbfinalspielen und dem Finale eingesetzt wurde.

## Rekorde und andere Statistiken
- Jüngster Spieler der EM-Geschichte
  - Beim 1:0-Sieg von England gegen Kroatien am 13. Juni 2021 wurde Jude Bellingham in der 82. Minute für England eingewechselt und damit zum bisher jüngsten Spieler der EM-Geschichte (17 Jahre 349 Tage).[84]
  - Dieser Rekord wurde nur wenige Tage später am 19. Juni von Kacper Kozłowski im Spiel Spanien gegen Polen erneut gebrochen: Bei seiner Einwechslung in der 55. Minute war der Pole 17 Jahre und 246 Tage alt.[85]
  - Bellingham ist mit 18 Jahren und 4 Tagen der jüngste Spieler in einem EM-K.-o.-Spiel (Viertelfinale).
- Jubiläumstore
  - Beim 3:1-Sieg der Österreicher gegen Nordmazedonien am 13. Juni 2021 erzielte Michael Gregoritsch das 2:1 für Österreich in der 78. Minute und somit das 700. Tor einer EM-Endrunde.[86]
  - Beim 3:3 n. V. im Achtelfinale zwischen Frankreich und der Schweiz am 28. Juni erzielte Haris Seferović das 800. Tor einer EM-Endrunde (zwischenzeitliches 3:2 in der 81. Minute).[87]
- Zweitschnellste Tore
  - Das 1:0 von Yussuf Poulsen (Dänemark gegen Belgien am 17. Juni 2021) war nach einer Minute und 39 Sekunden (99 Sekunden) das zweitschnellste Tor der EM-Geschichte (hinter Dmitri Kirichenko, eine Minute und sieben Sekunden (67 Sekunden), 2004 für Russland gegen Griechenland).[88]
  - Das 1:0 von Emil Forsberg für Schweden gegen Polen am 23. Juni war nach 83 Sekunden das zweitschnellste Tor der EM-Geschichte, da er seinen Vereinskameraden vom RB Leipzig Yussuf Poulsen unterbot (siehe Punkt zuvor).[89]
- Finalrekorde 
  - Luke Shaws Tor nach 116 Sekunden ist das schnellste Tor in einem EM-Finale.
  - Giorgio Chiellini wurde der älteste Kapitän eines Europameisters (36 Jahre und 331 Tage)
  - Leonardo Bonucci ist mit 34 Jahren und 71 Tagen der älteste Torschütze in einem Finale.
- Im Zusammenhang mit Eigentoren gab es mehrere Rekorde:
  - Das erste Tor der EM war erstmals ein Eigentor (1:0, 53. Minute, Merih Demiral im Spiel Italien gegen die Türkei mit Endstand 3:0).[90]
  - Der polnische Spieler Wojciech Szczesny verursachte am 14. Juni im Spiel gegen die Slowakei als erster Torhüter ein Eigentor während einer EM.[91] Auch Lukáš Hrádecký (21. Juni im Spiel Finnland gegen Belgien) und Martin Dúbravka (23. Juni im Spiel Slowakei gegen Spanien) lenkten als Schlussmänner ihrer Teams im weiteren Turnierverlauf den Ball ins eigene Netz.
  - Deutschland ist die erste Mannschaft der EM-Geschichte, die während eines Turnierverlaufs sowohl mindestens ein Eigentor verursachte (Mats Hummels am 15. Juni gegen Frankreich, das erste deutsche Eigentor bei einer EM), als auch von mindestens einem profitierte (zwei Eigentore am 19. Juni von Portugal, vgl. nächster Punkt).[92]
  - Im Spiel Portugal gegen Deutschland am 19. Juni erzielten Rúben Dias und Raphaël Guerreiro jeweils ein Eigentor. Damit wurden erstmals in der EM-Geschichte zwei Eigentore in einem Spiel erzielt.[93] Am 23. Juni erzielte auch die Slowakei gegen Spanien zwei Eigentore durch Martin Dúbravka und Juraj Kucka.
  - Insgesamt wurde mit elf Treffern ins eigene Netz auch der Rekord für die Anzahl an Eigentoren pro Turnier übertroffen, der zuvor bei drei Treffern lag (bei der EM 2016). Damit wurde mehr als die Hälfte (55 Prozent) aller Eigentore der EM-Geschichte bei der Euro 2020 erzielt (insgesamt 20).[94]
- Meiste Tore bei EM- und WM-Endrunden
  - Mit seinem Treffer zum 0:1 am 19. Juni 2021 erzielte Cristiano Ronaldo sein 19. Tor bei EM- und WM-Endrunden (12 EM- und 7 WM-, geteilter Rekord mit Miroslav Klose, 3 EM- und 16 WM-Treffer).[95]
  - Mit seinen Treffern 20 und 21 beim 2:2-Unentschieden der Portugiesen gegen Frankreich am 23. Juni wurde Cristiano Ronaldo zum alleinigen Rekordhalter (14 EM- und 7 WM-Tore) vor Miroslav Klose (siehe Punkt zuvor).[96]
- Meiste Länderspieltreffer
  - Cristiano Ronaldo wurde beim 2:2-Unentschieden von Portugal gegen Frankreich am 23. Juni durch seine Länderspieltreffer 108 und 109 Rekord-Länderspieltorschütze (gemeinsam mit Ali Daei für den Iran).[96]
- Spielminuten ohne Gegentor
  - Italien stellte vor und während der EM einen Rekord auf, indem die Mannschaft 1168 Minuten mit Gianluigi Donnarumma im Tor ohne Gegentreffer blieb. Der alte Rekord aus den Jahren 1972 bis 1974 wurde ebenfalls von einer italienischen Auswahl mit Torhüter Dino Zoff gehalten (1143 Minuten).[97] Im Spiel gegen Österreich am 26. Juni 2021 wurde die seit dem 14. Oktober 2020 laufende Serie durch den Treffer von Sasa Kalajdzic in der 114. Minute beendet.[98]
- Weitere Besonderheiten:
  - Das 3:0 zwischen Italien und der Türkei war der höchste Sieg in einem EM-Eröffnungsspiel und der erste EM-Sieg Italiens mit drei Toren.
  - Dänemark wurde als erste Mannschaft der EM-Geschichte mit einem Sieg und zwei Niederlagen (3 Punkte) Gruppenzweiter.
  - England wurde als erste Mannschaft mit 2 Toren Gruppensieger und blieb als erste Mannschaft in 5 Spielen ohne Gegentor
  - Spanien konnte als erste Mannschaft in zwei aufeinander folgenden Spielen 5 Tore erzielen
  - Erstmals in der EM-Geschichte gab es einen Sieg mit vier Toren gegen den Titelverteidiger (am 19. Juni 2021 Deutschland gegen Portugal 4:2).[95]
  - Federico Chiesa ist der erste EM-Torschütze, dessen Vater (Enrico Chiesa) ebenfalls bei einer EM-Endrunde ein Tor erzielte (1996 gegen Tschechien)

## Zuschauerauslastung
Aufgrund der COVID-19-Pandemie konnten nicht alle Stadien voll ausgelastet werden. Im Laufe des Turniers haben sich in einigen Stadien die Auslastung verändert.

### Gruppenphase, Achtel- und Viertelfinale
| Stadt            | Stadion                | Kapazität | Vor Beginn Stand: 11.6.21 | Vor Beginn Stand: 11.6.21 | Spieltag 1 Stand: 24.6.21 | Spieltag 1 Stand: 24.6.21 | Spieltag 1 Stand: 24.6.21 | Spieltag 2 Stand: 24.6.21 | Spieltag 2 Stand: 24.6.21 | Spieltag 2 Stand: 24.6.21 | Spieltag 3 Stand: 24.6.21 | Spieltag 3 Stand: 24.6.21 | Spieltag 3 Stand: 24.6.21 | Vor KO-Phase Stand: 28.6.21 | Vor KO-Phase Stand: 28.6.21 | Vor KO-Phase Stand: 28.6.21 | Achtelfinale Stand: 28.6.21 | Achtelfinale Stand: 28.6.21 | Achtelfinale Stand: 28.6.21 | Viertelfinale Stand: 28.6.21 | Viertelfinale Stand: 28.6.21 | Viertelfinale Stand: 28.6.21 |
| Stadt            | Stadion                | Kapazität | Max                       | %                         | Tats                      | %                         | Diff                      | Tats                      | %                         | Diff                      | Tats                      | %                         | Diff                      | Max                         | %                           | Diff                        | Tats                        | %                           | Diff                        | Tats                         | %                            | Diff                         |
| ---------------- | ---------------------- | --------- | ------------------------- | ------------------------- | ------------------------- | ------------------------- | ------------------------- | ------------------------- | ------------------------- | ------------------------- | ------------------------- | ------------------------- | ------------------------- | --------------------------- | --------------------------- | --------------------------- | --------------------------- | --------------------------- | --------------------------- | ---------------------------- | ---------------------------- | ---------------------------- |
| London           | Wembley-Stadion        | 90.652    | 22.500                    | 25                        | 18.497                    | 20                        | −5                        | 20.306                    | 22                        | −3                        | 19.104                    | 21                        | −4                        | 22.500 (A1)                 | 25                          | 0                           | 18.910                      | 21                          | −4                          |                              |                              |                              |
| London           | Wembley-Stadion        | 90.652    | 22.500                    | 25                        | 18.497                    | 20                        | −5                        | 20.306                    | 22                        | −3                        | 19.104                    | 21                        | −4                        | 45.000 (A2)                 | 50                          | +25                         | 29.6                        |                             |                             |                              |                              |                              |
| Rom              | Olympiastadion Rom     | 72.689    | 18.000                    | 25                        | 12.916                    | 18                        | −7                        | 12.445                    | 17                        | −8                        | 11.541                    | 16                        | −9                        | 18.000                      | 25                          | 0                           |                             |                             |                             | 3.7                          |                              |                              |
| München          | Allianz Arena          | 70.000    | 14.000                    | 20                        | 13.000                    | 19                        | −1                        | 12.926                    | 18                        | −2                        | 12.413                    | 18                        | −2                        | 14.000                      | 20                          | 0                           |                             |                             |                             | 2.7                          |                              |                              |
| Baku             | Nationalstadion Baku   | 69.870    | 34.500                    | 50                        | 8.782                     | 13                        | −37                       | 19.762                    | 28                        | −22                       | 17.138                    | 25                        | −25                       | 34.500                      | 50                          | 0                           |                             |                             |                             | 3.7                          |                              |                              |
| Sankt Petersburg | Krestowski-Stadion     | 69.501    | 34.117                    | 50                        | (B) 26.264                | 38                        | −12                       | 24.540                    | 35                        | −15                       | 18.545                    | 27                        | −23                       | 34.117                      | 50                          | 0                           |                             |                             |                             | 2.7                          |                              |                              |
| Sankt Petersburg | Krestowski-Stadion     | 69.501    | 34.117                    | 50                        | (E) 12.862                | 19                        | −31                       | 11.525                    | 17                        | −33                       | 14.252                    | 21                        | −29                       | 34.117                      | 50                          | 0                           |                             |                             |                             | 2.7                          |                              |                              |
| Budapest         | Puskás Aréna           | 67.155    | 67.155                    | 100                       | 55.662                    | 83                        | −17                       | 55.998                    | 83                        | −17                       | 54.886                    | 82                        | −18                       | 67.155                      | 100                         | 0                           | 52.834                      | 79                          | −21                         |                              |                              |                              |
| Sevilla          | Olympiastadion Sevilla | 57.619    | 17.100                    | 30                        | 10.559                    | 18                        | −12                       | 11.742                    | 20                        | −10                       | 11.204                    | 19                        | −11                       | 17.100                      | 30                          | 0                           | 11.504                      | 20                          | −10                         |                              |                              |                              |
| Glasgow          | Hampden Park           | 52.500    | 13.000                    | 25                        | 9.847                     | 19                        | −6                        | 5.607                     | 11                        | −14                       | 9.896                     | 19                        | −6                        | 13.000                      | 25                          | 0                           | 29.6                        |                             |                             |                              |                              |                              |
| Bukarest         | Arena Națională        | 55.600    | 13.750                    | 25                        | 9.082                     | 16                        | −9                        | 10.001                    | 18                        | −7                        | 10.472                    | 19                        | −6                        | 26.500                      | 50                          | +25                         | 28.6                        |                             |                             |                              |                              |                              |
| Amsterdam        | Johan-Cruyff-Arena     | 55.500    | 13.875                    | 25                        | 9.082                     | 16                        | −9                        | 15.243                    | 27                        | +2                        | 15.227                    | 27                        | +2                        | 16.000                      | 33                          | +8                          | 14.645                      | 26                          | −7                          |                              |                              |                              |
| Kopenhagen       | Parken                 | 38.190    | 15.200                    | 45                        | 13.790                    | 36                        | −9                        | 23.395                    | 61                        | +16                       | 23.644                    | 62                        | +17                       | 25.000                      | 73                          | +28                         | 28.6                        |                             |                             |                              |                              |                              |

Erklärung: Max = Maximale Auslastung, % = Prozentuale Auslastung, Diff = Differenz zur vorherigen maximal Auslastung (Spieltag 1–3 im Vergleich zu vor Beginn; Achtel- & Viertelfinale im Vergleich zu vor KO-Phase)

### Halbfinale und Finale
| Stadt  | Stadium         | Kapazität | Vor Final Four Stand: 28.6.21 | Vor Final Four Stand: 28.6.21 | Vor Final Four Stand: 28.6.21 | Halbfinale 1 Stand: 28.6.21 | Halbfinale 1 Stand: 28.6.21 | Halbfinale 1 Stand: 28.6.21 | Halbfinale 2 Stand: 28.6.21 | Halbfinale 2 Stand: 28.6.21 | Halbfinale 2 Stand: 28.6.21 | Finale Stand: 28.6.21 | Finale Stand: 28.6.21 | Finale Stand: 28.6.21 |
| Stadt  | Stadium         | Kapazität | Max                           | %                             | Diff                          | Tats                        | %                           | Diff                        | Tats                        | %                           | Diff                        | Tats                  | %                     | Diff                  |
| ------ | --------------- | --------- | ----------------------------- | ----------------------------- | ----------------------------- | --------------------------- | --------------------------- | --------------------------- | --------------------------- | --------------------------- | --------------------------- | --------------------- | --------------------- | --------------------- |
| London | Wembley-Stadion | 90.652    | 65.000                        | 75                            | +25                           | 6.7                         |                             |                             | 7.7                         |                             |                             | 11.7                  |                       |                       |

## Kritik

### Stadionauslastungen in Zeiten der COVID-19-Pandemie
Vor allem die inmitten der COVID-19-Pandemie im Frühjahr 2021 durch die UEFA von den Austragungsländern für eine Zulassung der Spielstätten geforderte zwingende Pflicht, dass die Austragungsländer der Europameisterschaft innerhalb einer Frist versprechen mussten, bei der EM auf jeden Fall Zuschauer zuzulassen, stieß auf größere Kritik. Angesichts der steigenden Corona-Infektionszahlen und des noch unklaren Pandemie-Geschehens im Sommer 2021 sei eine Garantie für größere Zuschauerzahlen eine „Form der Erpressung“ durch die UEFA, sagte SPD-Gesundheitspolitiker Karl Lauterbach. Zudem habe man für Fußballspiele mit 10.000 bis 20.000 Zuschauern „schlicht keine Testerfahrung“, dies sei „nicht machbar“. „Wir wissen nicht, wie gefährlich das ist. Und dann wird auch noch gereist. Ich halte das für medizinisch nicht vertretbar.“
So wurden laut finnischer Behörden ca. 300 Zuschauer nach dem Vorrunden-Spiel Finnland gegen Belgien in St. Petersburg positiv auf Corona getestet.
Eine Woche später vermeldete St. Petersburg einen neuen Höchststand bei den täglichen Corona-Todesfällen.
Ein UEFA-Sprecher behauptete, die Infektionslage würde für die Teams „keinen Unterschied“ machen, obwohl für die Finalrunde weit mehr Zuschauer erwartet werden.
So waren es in Budapest in drei Vorrundenspielen sowie im Achtelfinale 55.000 Zuschauer, fürs Viertelfinale in St. Petersburg werden 26.000 erwartet, in London (Wembley) 45.000 (Achtelfinale) bzw. jeweils 60.000 Zuschauer für Halbfinale und Finale.
Grünen-Gesundheitspolitiker Janosch Dahmen sagte: „Inzwischen sind ja sogar Nationalspieler mehrerer Mannschaften infiziert. Wir machen so alles kaputt, was wir uns an niedrigen Fallzahlen aufgebaut haben.“ 
Baden-Württembergs Ministerpräsident Winfried Kretschmann sagte „Dieser Leichtsinn macht mich fassungslos.“ Die für Wembley geplanten Zuschauerzahlen seien „eigentlich nicht zu verantworten“.
Besonders kritisiert wurde die Erhöhung der Auslastung im Wembley-Stadion für die beiden Halbfinals und das Finale Anfang Juli durch die britische Regierung. Statt 21.500 Zuschauern (wie in der Gruppenphase) sollten 60.000 Zuschauer die drei Finalspiele besuchen dürfen. Diese mussten negativ getestet oder geimpft worden sein, die Maskenpflicht am Sitzplatz entfiel jedoch komplett. Zusätzlich durften 1.000 italienische Fans aus Italien per Flugzeug zum Finale einreisen. Sie durften sich dabei nur 12 Stunden in Großbritannien aufhalten. (Der Finalgegner war England, so dass für die Fans des Gegners keine Regelung geschaffen werden musste.) Außerdem durften ab dem Halbfinale Funktionäre der UEFA und der FIFA, Vertreter der Sponsoren und Vorstandsmitglieder der beteiligten Nationalverbände eine nach der Einreise nach England erforderliche Quarantäne zum Besuch der Halbfinale und des Finales unterbrechen.
Bis zum Ende der dritten Turnierwoche wurden laut der EU-Gesundheitsbehörde (ECDC) mehr als 2.500 Corona-Fälle aus sieben Ländern im Zusammenhang mit EM-Spielen registriert (aus Schottland, Finnland, Dänemark, Frankreich, Schweden, Kroatien und den Niederlanden), davon alleine knapp 2.000 Fälle in Schottland und 436 in Finnland; aus den übrigen europäischen Ländern gab es keine Daten.

### Aserbaidschan
Außerdem wurde die Austragung von Fußballspielen in Aserbaidschan aufgrund der Menschenrechtslage vor Ort stark kritisiert. So werde der Sport (neben EM-Spielen wurde und werden in Aserbaidschan unter anderem das Europa-League-Finale 2019, jährliche Formel-1-Rennen sowie die Europaspiele 2015 ausgetragen) von Machthaber İlham Əliyev (seit 2003 Präsident als Nachfolger seines Vaters) als politische Bühne genutzt. Amnesty International beurteilte die Menschenrechtslage in Aserbaidschan als „unverändert schlecht“. Der Staat habe die COVID-19-Pandemie als Vorwand genutzt, noch härter gegen Kritiker und Oppositionelle vorgehen zu können. Auch die Presse- und Versammlungsfreiheit sei stark eingeschränkt. Reporter ohne Grenzen listet Aserbaidschan weltweit auf Platz 167 von 180 hinsichtlich der Pressefreiheit. Darüber hinaus werden dem aserbaidschanischen Militär Kriegsverbrechen während des Kriegs um Bergkarabach 2020 vorgeworfen.

### Sponsoren
Unter den Sponsoren der EM 2020 waren nur wenige europäische Konzerne; ein Drittel der Sponsoren sind chinesische Unternehmen (Alipay, AntChain, Hisense, TikTok, Vivo), dazu kommen Qatar Airways und Gazprom. Während sich europäische Firmen aufgrund des Images der UEFA immer mehr zurückzögen, versuche China über seine Unternehmen den wirtschaftlichen Einfluss in Europa weiter auszubauen.

### Strittige Elfmeterentscheidungen
Trotz Einsatz des Video-Assistenten spielten bei beiden Finalteilnehmern strittige Elfmeterentscheidungen eine Rolle. Spanien wurde im Halbfinale gegen Italien in der Verlängerung ein Elfmeter verwehrt, bei dem sich auch der Video-Assistent nicht einschaltete, England hingegen wurde im Halbfinale gegen Dänemark ein strittiger Elfmeter zugesprochen, der zum entscheidenden Tor führte. Dies lag an der Bewertung der Video-Assistenten, die die Entscheidungen der Schiedsrichter nicht als klare Fehlentscheidungen ansahen.

## Zwischenfälle und Aktionen

### Zusammenbruch von Christian Eriksen
Beim ersten Gruppenspiel der dänischen Nationalmannschaft gegen Finnland brach der Däne Christian Eriksen in der 43. Spielminute ohne Fremdeinwirkung zusammen. Er wurde umgehend vom anwesenden Ärzteteam medizinisch versorgt und erlangte nach Thoraxkompressionen sowie einer Defibrillation – noch auf dem Feld – das Bewusstsein wieder. Anschließend wurde er ins nahe Rigshospitalet transportiert. Von dort ermunterte Eriksen per FaceTime die dänische Mannschaft dazu weiterzuspielen. Das Spiel wurde nach einer knapp zweistündigen Unterbrechung fortgesetzt. Dänemark unterlag Finnland schließlich mit 0:1. Die Spielfortsetzung sorgte in den folgenden Tagen für Kritik an der UEFA, da als einzige Alternative zu einer unmittelbaren Wiederaufnahme nur die Fortführung um 12 Uhr am Folgetag angeboten worden war. Dänemarks Trainer Kasper Hjulmand äußerte, er habe das Gefühl gehabt, „dass wir und die Spieler unter Druck gesetzt wurden.“ Auch die Liveübertragung während des Zwischenfalls stieß auf Kritik, da die Kameras mehrmals zwischen die dänischen Spieler zoomte, die um Eriksen und den Rettungskräften einen Sichtschutz bildeten. Der Vorsitzende des Deutschen Journalisten-Verbandes Frank Überall bezeichnete dies als „unerträglich“ und mahnte, dass Journalismus „nicht derart voyeuristisch sein“ dürfe. Nachdem Eriksen ein Defibrillator implantiert wurde, konnte er das Krankenhaus schon sechs Tage nach seinem Zusammenbruch wieder verlassen. Das nächste Spiel der Dänen gegen Belgien am 17. Juni 2021 (1:2) wurde in Anlehnung an Eriksens Rückennummer „10“ nach zehn Minuten für eine Minute unterbrochen. Währenddessen gab es seitens der Spieler, der Spieloffiziellen und Zuschauer stehende Ovationen in Richtung Christian Eriksen. Vor dem Achtelfinale zwischen Wales und Dänemark übergab der walisische Kapitän Gareth Bale ein vom Team signiertes Wales-Trikot mit Eriksens Rückennummer „10“ an den dänischen Kapitän Simon Kjær. Vor dem Viertelfinale der Tschechen gegen Dänemark am 3. Juli übergab Kapitän Tomáš Souček ebenfalls ein vom Team unterschriebenes Tschechien-Trikot mit Eriksens „10“ an Simon Kjær. Auch Harry Kane, der Kapitän der Engländer, tat es seinen Vorgängern gleich und übergab vor dem Halbfinale gegen Dänemark ein vom Team unterschriebenes England-Trikot mit Eriksens Rückennummer „10“ an Simon Kjær.
Am 6. Juli wurde zudem bekannt, dass UEFA-Präsident Aleksander Čeferin Christian Eriksen und seine Frau Sabrina Kvist Jensen zum EM-Finale am 11. Juli 2021 ins Londoner Wembley-Stadion eingeladen hat.

### Beleidigung
Bei Österreichs Sieg gegen Nordmazedonien am 13. Juni 2021 beleidigte der Österreicher Marko Arnautović nach seinem Tor zum 3:1 den nordmazedonischen Spieler Ezgjan Alioski und dessen Familie. Arnautović ist serbischer Abstammung, Alioskis Familie stammt ursprünglich aus Albanien; beide Länder stehen seit Jahrzehnten im politischen Konflikt. Der nordmazedonische Fußballverband legte nach dem Spiel Beschwerde bei der UEFA ein und forderte eine klare Strafe. Die UEFA-Kontrollkommission leitete daraufhin eine Untersuchung ein. Arnautović wurde schließlich durch die UEFA wegen „Beleidigung eines anderen Spielers“ für ein Spiel gesperrt und durfte im zweiten Gruppenspiel gegen die Niederlande nicht auflaufen.

### Ronaldo und Coca-Cola
Cristiano Ronaldo stellte am 14. Juni 2021 bei einer Pressekonferenz vor dem ersten Spiel Portugals Coca-Cola-Flaschen vom Tisch und hielt danach eine Wasserflasche vor die Kamera. Nach dem ersten Spiel Frankreichs gegen Deutschland stellte Paul Pogba bei einer Pressekonferenz Heineken-Bierflaschen vom Tisch. Nach diesen zwei Aktionen hielt die UEFA an jede Teilnehmermannschaft der EM 2021 eine Ansprache, in der sie auf die Bedeutung von Sponsoren hinwies.
Da kurz nach der Aktion Ronaldos die Aktie Coca-Colas leicht einbrach, wurde über einen möglichen Zusammenhang spekuliert. Die Spekulationen wurden wenige Tage später verneint. Stattdessen wurde der Kursverlust damit begründet, dass am gleichen Tag die Aktien ohne das Bezugsrecht für die bevorstehende Dividendenausschüttung gehandelt wurden.

### Greenpeace-Aktion
Im Vorfeld der Partie zwischen Deutschland und Frankreich am 15. Juni 2021 in München blieb ein Mann mit einem Motorschirm beim Flug über der Allianz-Arena an einem fix installierten Seil hängen, geriet in Sinkflug, streifte die Zuschauerränge und landete auf dem Spielfeld. Bei der als Protest von Greenpeace gegen Volkswagen geplanten Aktion, bei der eigentlich nur ein großer Ball mit einer Aufschrift auf das Spielfeld geworfen werden sollte, erlitten zwei Personen auf den Rängen Kopfverletzungen und mussten medizinisch versorgt werden. Die Aktion rief aufgrund der Gefährdung von Zuschauern starke Kritik hervor. So kritisierte die UEFA sie als eine „rücksichtslose und gefährliche Aktion“, die schwerwiegende Folgen für viele Menschen hätte haben können. Auch der DFB, der bayerische Ministerpräsident Markus Söder und weitere Politiker äußerten sich ähnlich; Greenpeace entschuldigte sich. Für die Zeit der EM war über der Allianz-Arena ein totales Flugverbot erlassen worden. Die Polizei München ermittelt gegen den Motorschirmflieger wegen gefährlicher Körperverletzung, Hausfriedensbruchs sowie Verstoßes gegen das Luftverkehrsgesetz.

### Kapitänsbinde in Regenbogenfarben
Im Zusammenhang mit dem Pride-Month verwendete die deutsche Fußballnationalmannschaft damit zusammenhängende Symbolik. Nachdem der deutsche Mannschaftskapitän Manuel Neuer bereits seit dem Testspiel gegen Lettland am 7. Juni 2021 mit einer Kapitänsbinde in Regenbogenfarben aufgelaufen war, folgte während der Vorrunde eine Untersuchung der UEFA. Diese wertete die Regenbogenbinde als „Zeichen der Mannschaft für Vielfalt“ und damit als „guten Zweck“. Die UEFA entschied sich dafür, keine Strafe wegen der von Neuer gebrochenen Regel, die EM-Mannschaftskapitäne zum Tragen von UEFA-Kapitänsbinden verpflichtet, zu verhängen. Beim Spiel gegen Deutschland trug der ungarische Torhüter Péter Gulácsi eine gelbe Armbinde mit der Aufschrift „Gegen Rassismus“, während Manuel Neuer unverändert seine Kapitänsbinde in Regenbogenfarben trug.

### Illuminierung des Münchner EM-Stadions in Regenbogenfarben

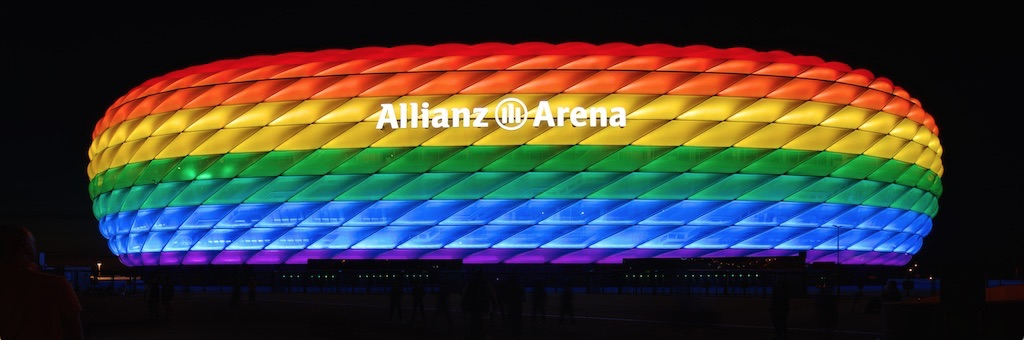
Beleuchtung der Allianz Arena in Regenbogen-Farben (2016)

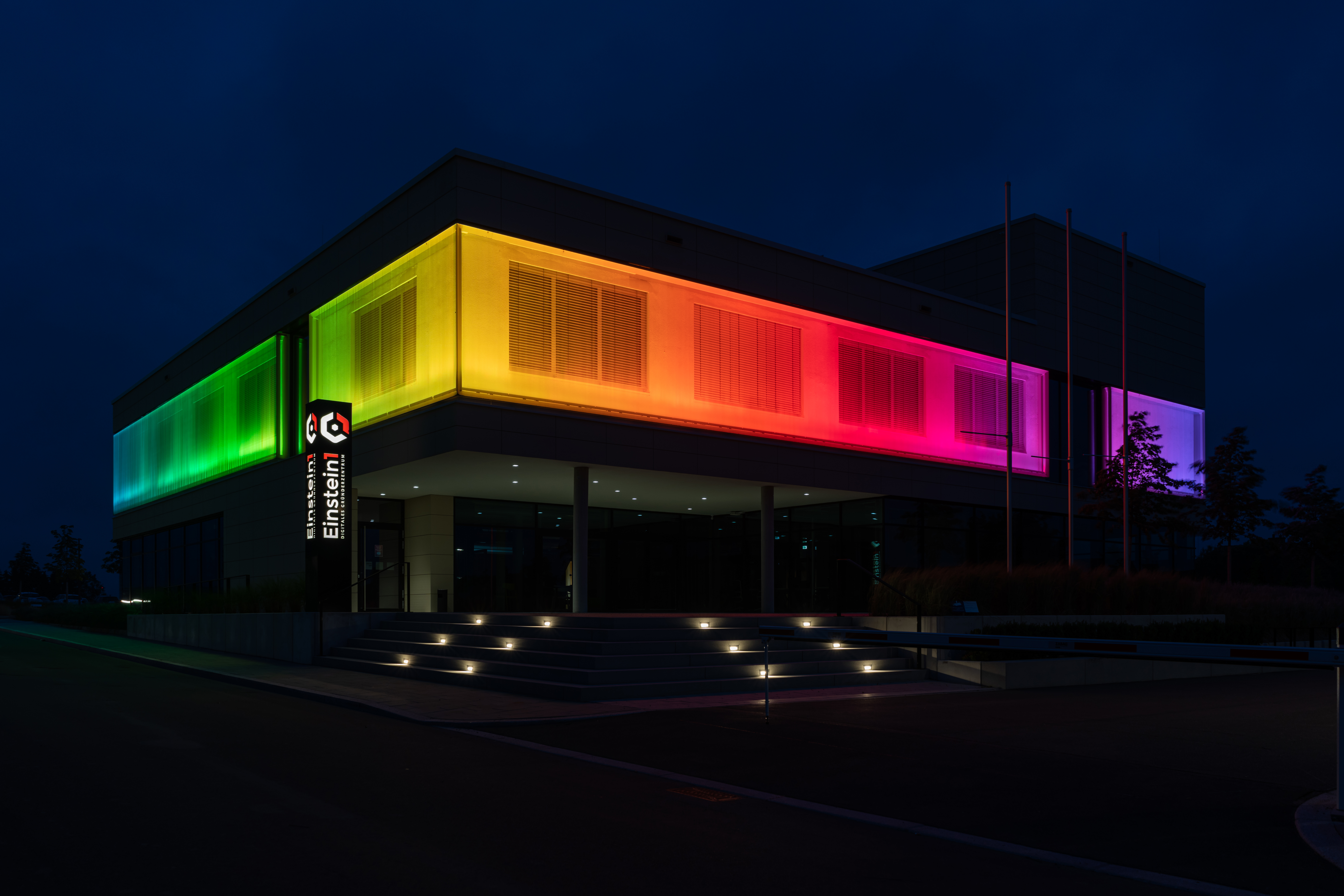
Gebäude mit Beleuchtung in Regenbogenfarben während der EM als Zeichen des Protests

Vor dem Vorrundenspiel Deutschland gegen Ungarn am 23. Juni 2021 beantragte der Münchner Stadtrat bei der UEFA, die Außenhülle des Stadions bei jenem Spiel als Zeichen für Vielfalt und Toleranz in Regenbogenfarben leuchten zu lassen. Da das Vorhaben als Protest gegen ein vom ungarischen Parlament verabschiedetes Gesetz, das die Informationsrechte von Jugendlichen hinsichtlich Homosexualität und Geschlechtsänderungen beschränkt, verstanden wurde, lehnte die UEFA den Antrag mit Verweis auf ihre Satzung als politisch und religiös neutrale Organisation ab. Der DFB hatte sich nach anfänglicher Befürwortung der Illuminierung des Stadions in Regenbogenfarben der Position der UEFA angeschlossen. Der Münchner Oberbürgermeister Dieter Reiter kritisierte diese Entscheidungen und bezeichnete die Illuminierung nicht als politische Maßnahme, sondern als Zeichen der Menschlichkeit und als Symbol für die Akzeptanz der Gleichberechtigung von Menschen. Im Gegensatz dazu begrüßte der ungarische Außenminister Péter Szijjártó die Entscheidung der UEFA, „sich nicht für eine politische Provokation gegenüber Ungarn einspannen zu lassen“. Zahlreiche Reaktionen von fast allen politischen Parteien in Deutschland verurteilten das Verbot durch die UEFA. Bundesweit wurden hingegen andere Fußballstadien, wie in Köln, Augsburg, Frankfurt am Main, Wolfsburg, Berlin und Darmstadt in den Regenbogenfarben beleuchtet, München bestrahlte das Rathaus, den Olympiaturm sowie das Windrad gleich neben der Fußballarena. Aus Protest gegen das Verbot der UEFA zeigten auch große Wirtschaftsunternehmen ihre Firmenlogos auf Social-Media-Plattformen wie Twitter und Facebook in Regenbogenfarben, darunter etwa BMW, VW, die Telekom, Siemens und die Sparkasse. Die Münchner Polizei und Feuerwehr sowie die Messe München zeigten sich auf Social Media ebenfalls bunt. Die deutschsprachigen Sender der RTL Group sowie ProSieben, Tele 5 und Comedy Central änderten am Tag des Spiels ihr Cornerlogo oder Teile davon. Amnesty International und CSD Deutschland kündigten an, bis zu 11.000 Fähnchen, 5000 Klapp-Pappen und 4500 Aufkleber mit der Aufschrift „Don’t Kick LGBTIQ Rights“ an Fans vor dem Stadion zu verteilen. Unter vielen Anderen trug auch der Bayerische Ministerpräsident Markus Söder während des Spiels eine FFP2-Maske in Regenbogenfarben. Als Gegenaktion hat Gábor Kubatov, Präsident des ungarischen Fußballklubs Ferencváros Budapest und Vizepräsident der Fidesz-Partei, dazu aufgerufen, die Stadien in Ungarn in den ungarischen Nationalfarben beleuchten zu lassen. Ungarns Regierungschef Viktor Orbán sagte seinen ursprünglich geplanten Spielbesuch in München ab.

### UEFA verbietet Regenbogen-Werbebanden
Nachdem zahlreiche Sponsoren ihre Werbebanden für die Spielorte der Achtelfinals und Viertelfinals in Regenbogenfarben gestaltet hatten, untersagte die UEFA dies für die Spielorte Baku und St. Petersburg. Aufgrund von „Bedenken“ der UEFA im Hinblick auf die „rechtlichen Rahmenbedingungen an den Spielorten in Russland und Aserbaidschan“ habe die UEFA Volkswagen darüber informiert, dass eine Bandenwerbung in Regenbogenfarben in den Stadien von Baku und St. Petersburg nicht möglich sei, teilte VW mit. Seit 2013 gibt es in Russland ein Gesetz über „homosexuelle Propaganda“. Aserbaidschan steht laut einem ILGA-Ranking europaweit auf dem letzten Platz bzgl. der Situation für LGBT-Personen, noch hinter Russland und der Türkei.
Eine Woche zuvor hatte die Bandenwerbung für die UEFA noch kein Problem dargestellt. „Eine Botschaft der Toleranz und Gleichstellung zu übermitteln“ werde absolut unterstützt, teilte die UEFA damals mit.

## Finalissima 2022
Mit dem CONMEBOL-UEFA-Pokal der Champions 2022 wurde der interkontinentale Wettbewerb zwischen den Siegern der südamerikanischen Copa América und der Fußball-Europameisterschaft wieder ins Leben gerufen. Am 1. Juni 2022 traten Argentinien und Italien im Londoner Wembley-Stadion gegeneinander an. Argentinien gewann mit 3:0, und bei dessen dritter Auflage, den Pokal zum zweiten Mal.